# Exploration scientifique de l'Algérie
L’Exploration scientifique de l’Algérie (1840-1841-1842) (en arabe : إستكشاف الجزائر علميا), est un ensemble de recherches scientifiques dans divers domaines, publiées dans la première moitié du XIXe siècle, plus précisément durant les premières années de l’occupation de l’Algérie à partir de 1840. Elle s'intéresse à la vie scientifique, à la traduction d’ouvrages arabes et à l’exploration des vestiges archéologiques en Algérie. L’ouvrage a été imprimé dans de très belles éditions en couleur, avec des illustrations extrêmement précises de diverses plantes et antiquités. Il constitue une référence précieuse pour cette période.
Parmi les publications issues de ces recherches figure un ouvrage très important intitulé « Atlas de la flore d’Algérie ».

## Éditions
Il existe plusieurs éditions de ces recherches, publiées en différentes versions.
Les recherches ont été traduits en arabe par Hamza Lamine Yahiaoui sous le titre (الاستكشاف العلمي للجزائر خلال أعوام 1841،1840، 1842) et publiées en six volumes, par la maison d'édition Alam El-Maarifa.

## Vue d'ensemble
Cet ensemble de publications, issues de l’Imprimerie nationale française, constitue une vaste collection scientifique sur l’Algérie et l’Afrique du Nord au XIXe siècle. Il comprend,,,,,,,, :
1. Sciences historiques et géographiques : études sur les routes arabes, la géographie, le commerce, les tribus d'Afrique du Nord, la Kabylie, le Maroc, des récits de voyages, des textes de jurisprudence musulmane malékite, et une description de la régence de Tunis.
2. Sciences physiques - Zoologie : volumes sur les mollusques, les arthropodes, les reptiles, poissons, mammifères et oiseaux.
3. Sciences naturelles - Botanique : études sur la flore d’Algérie, incluant cryptogames et phanérogames, avec atlas associé.
4. Géologie et minéralogie : un fascicule sur la géologie de l’Algérie accompagné d’une notice sur le massif d’Alger.
5. Archéologie, Sciences médicales (hygiène en Algérie), Physique générale, Inscriptions antiques, et Beaux-arts (architecture et sculpture).

L'ouvrage mentionne aussi des détails bibliographiques, notamment des planches d’atlas qui n’ont jamais été publiées dans les volumes zoologiques et botaniques.

## Galerie d'images

Quelques images tirées des ouvrages
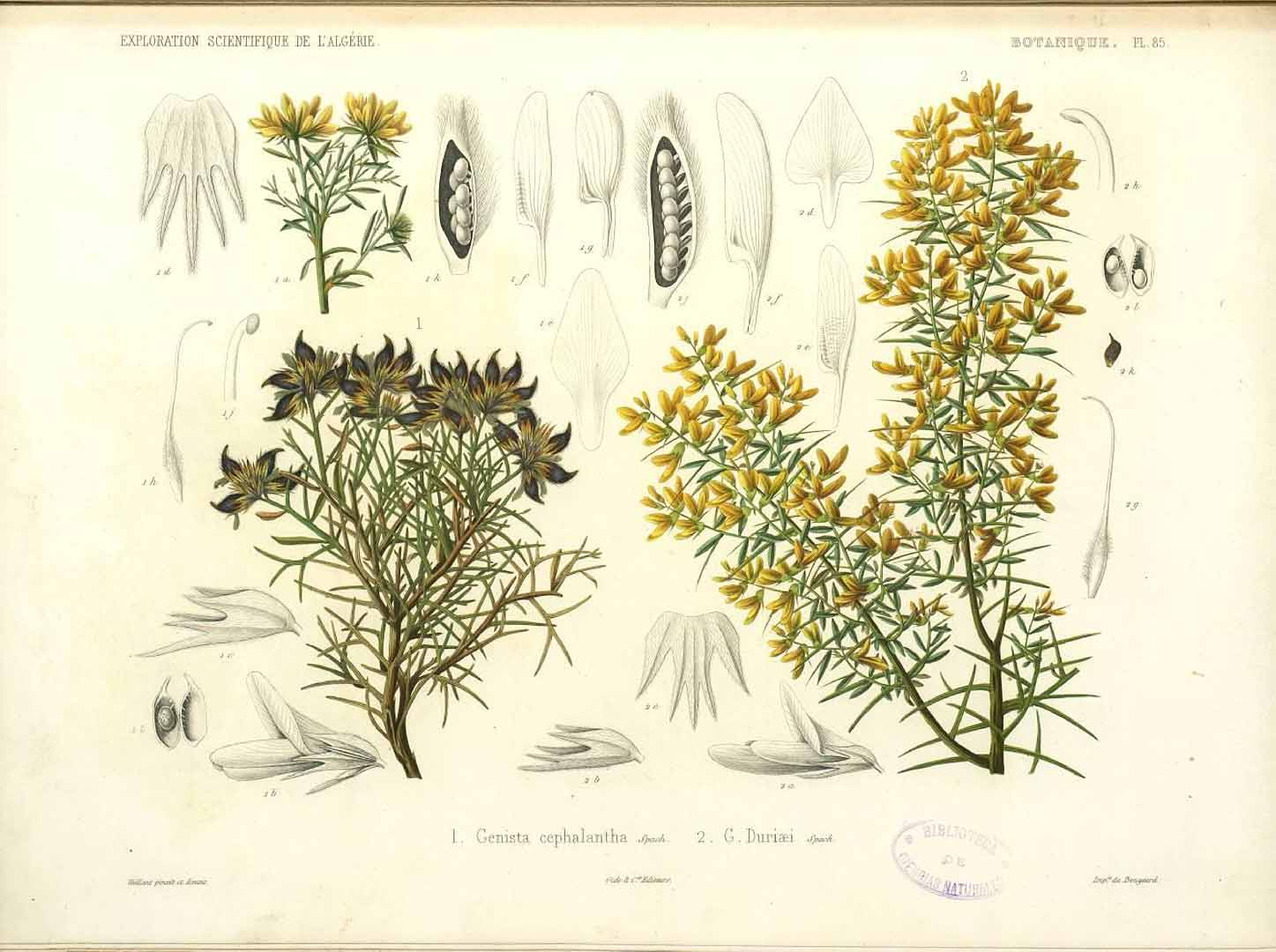
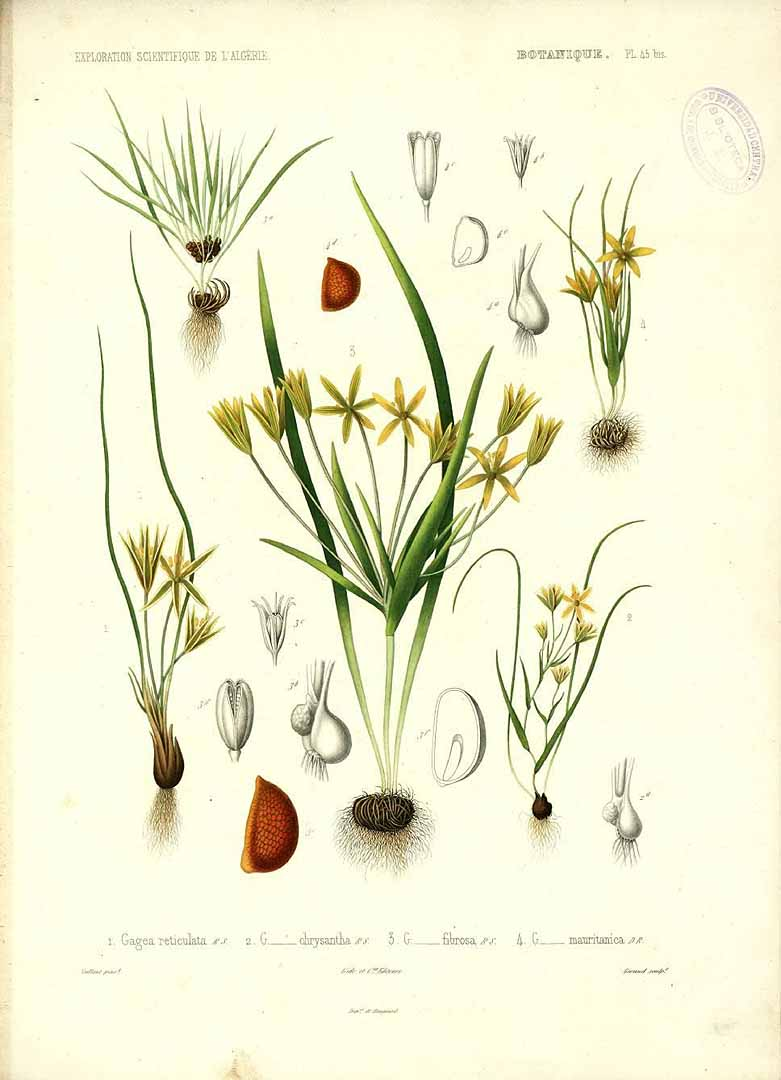
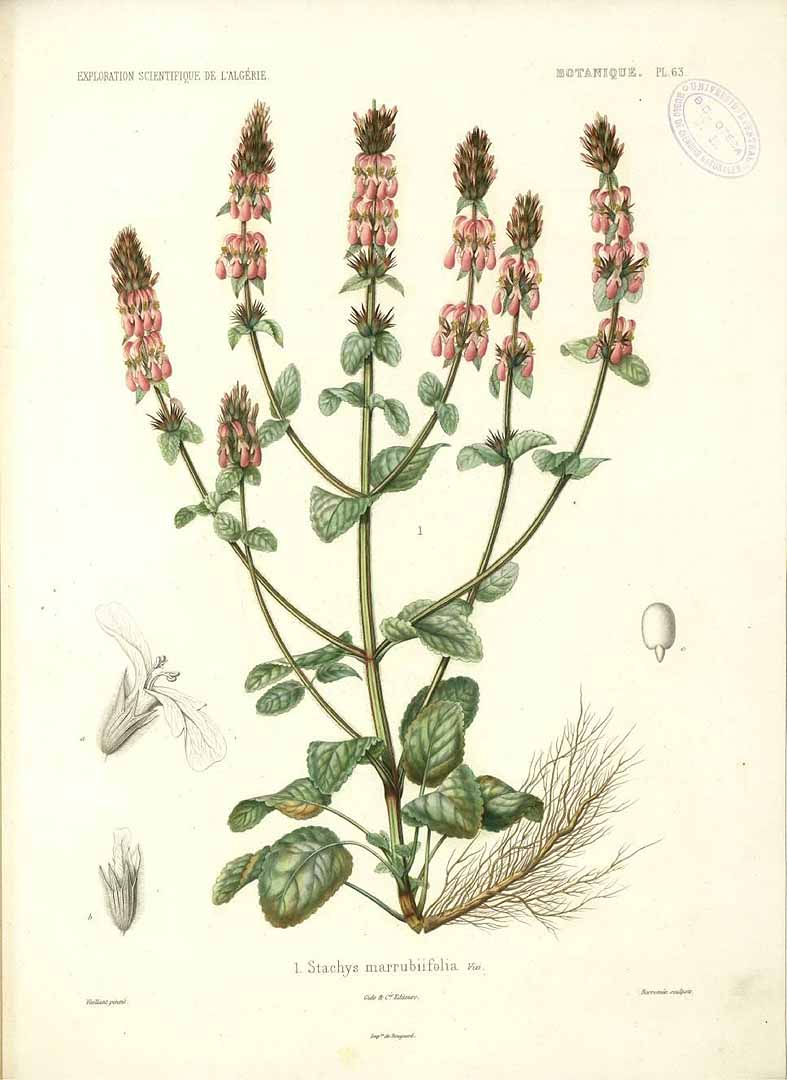
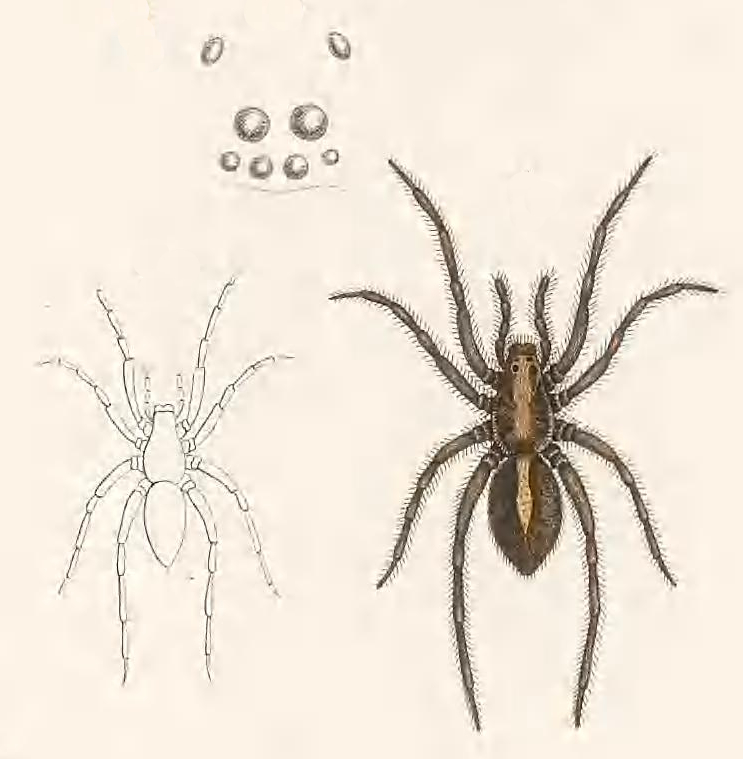
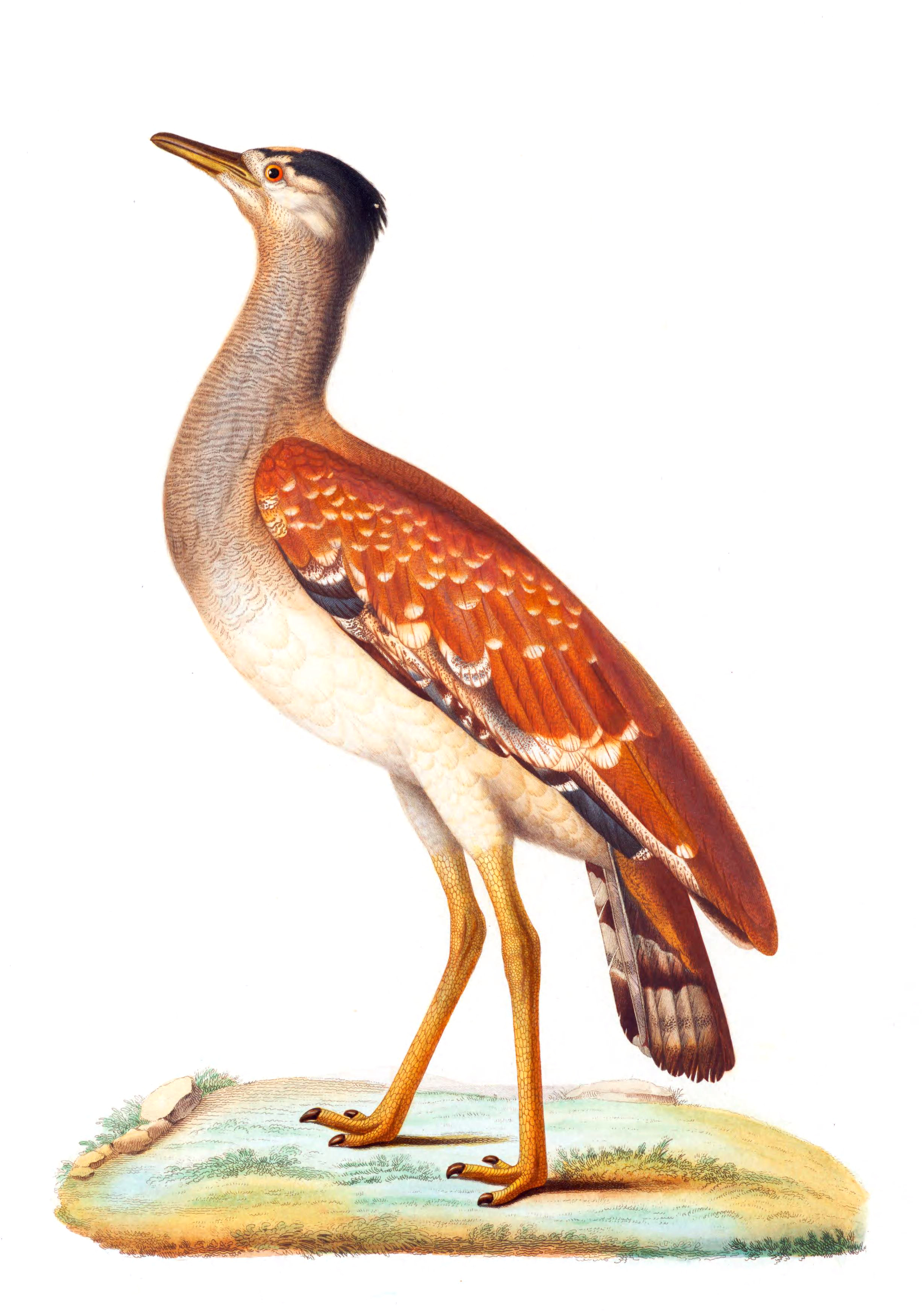
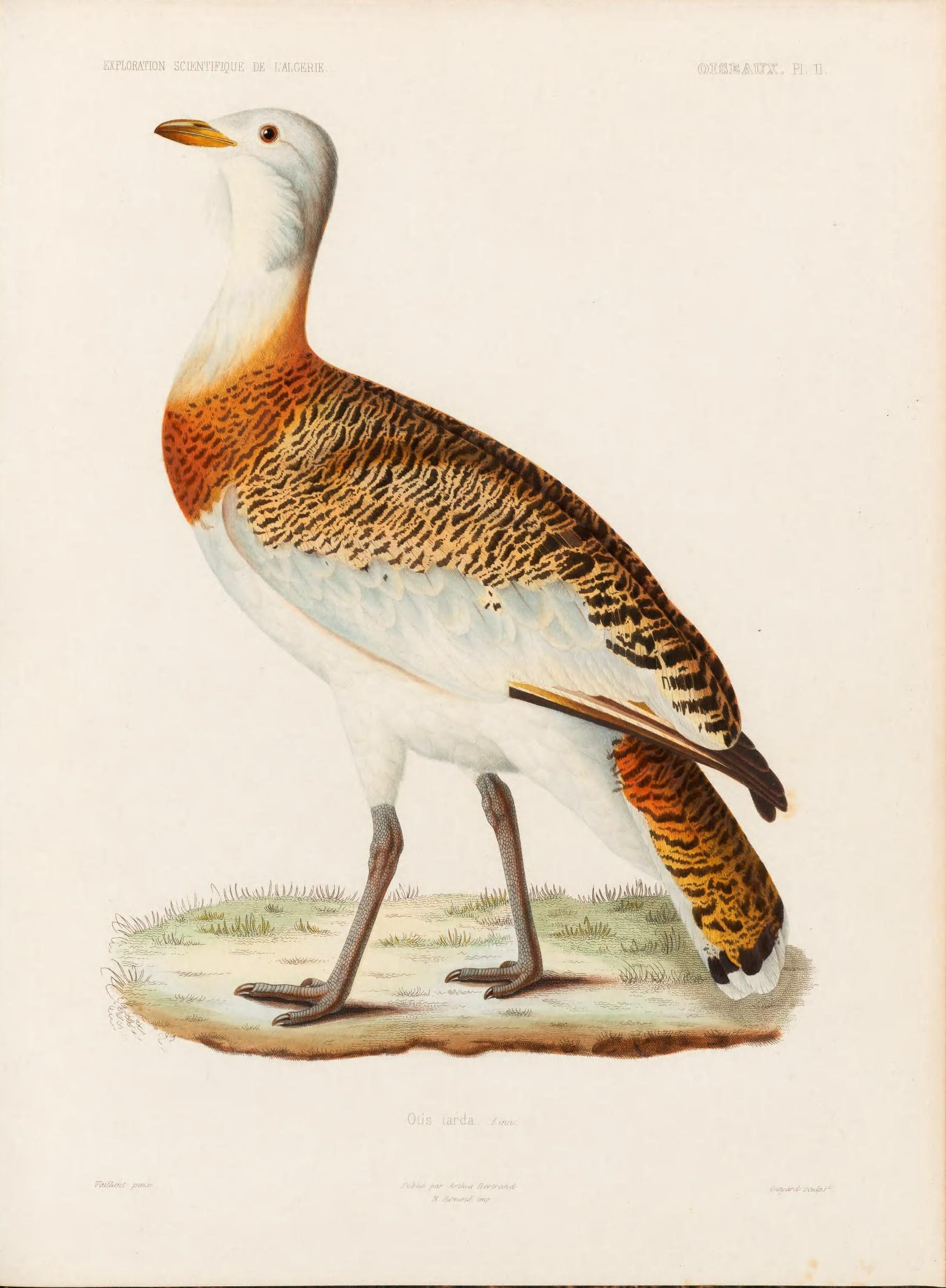
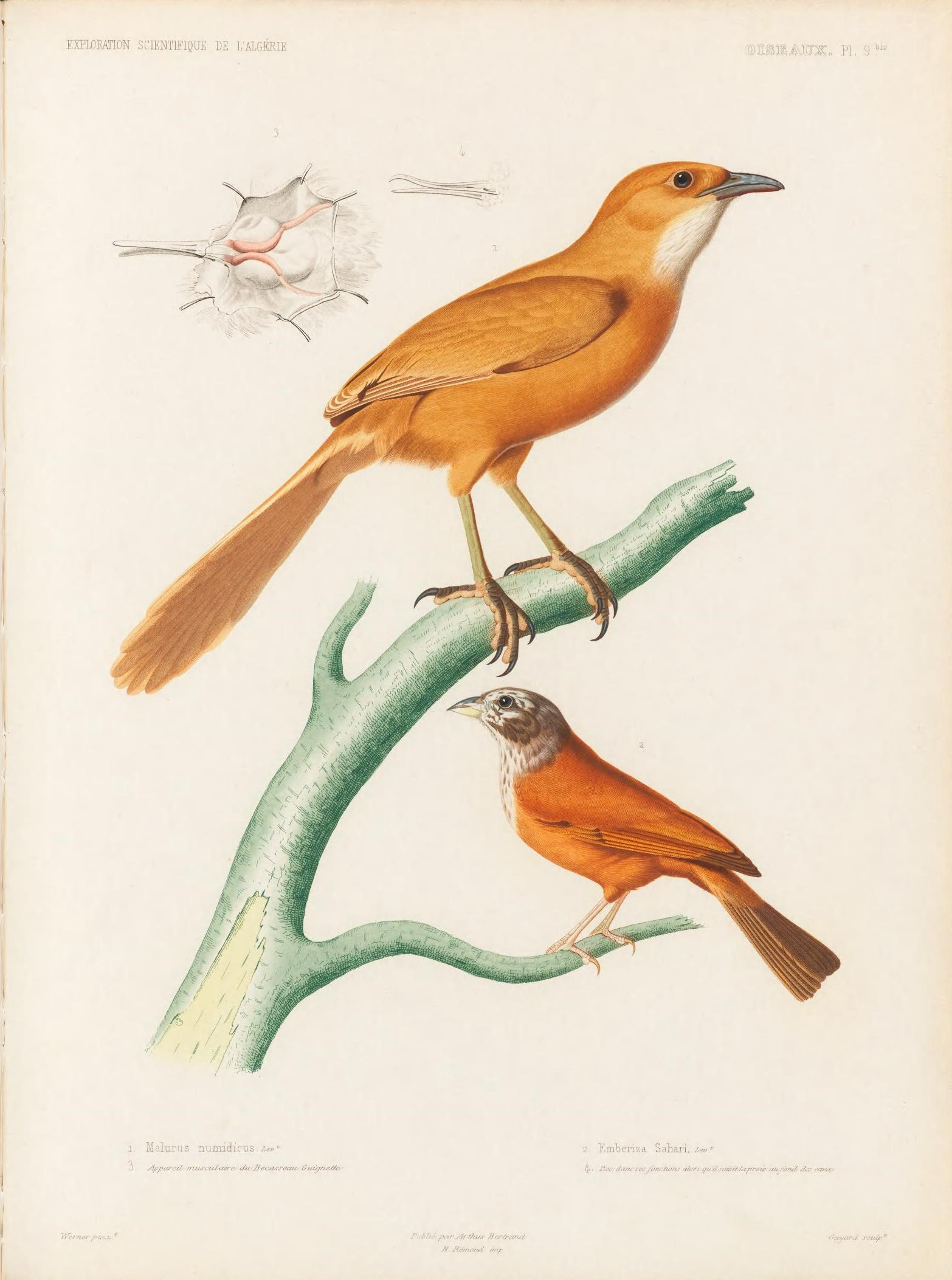
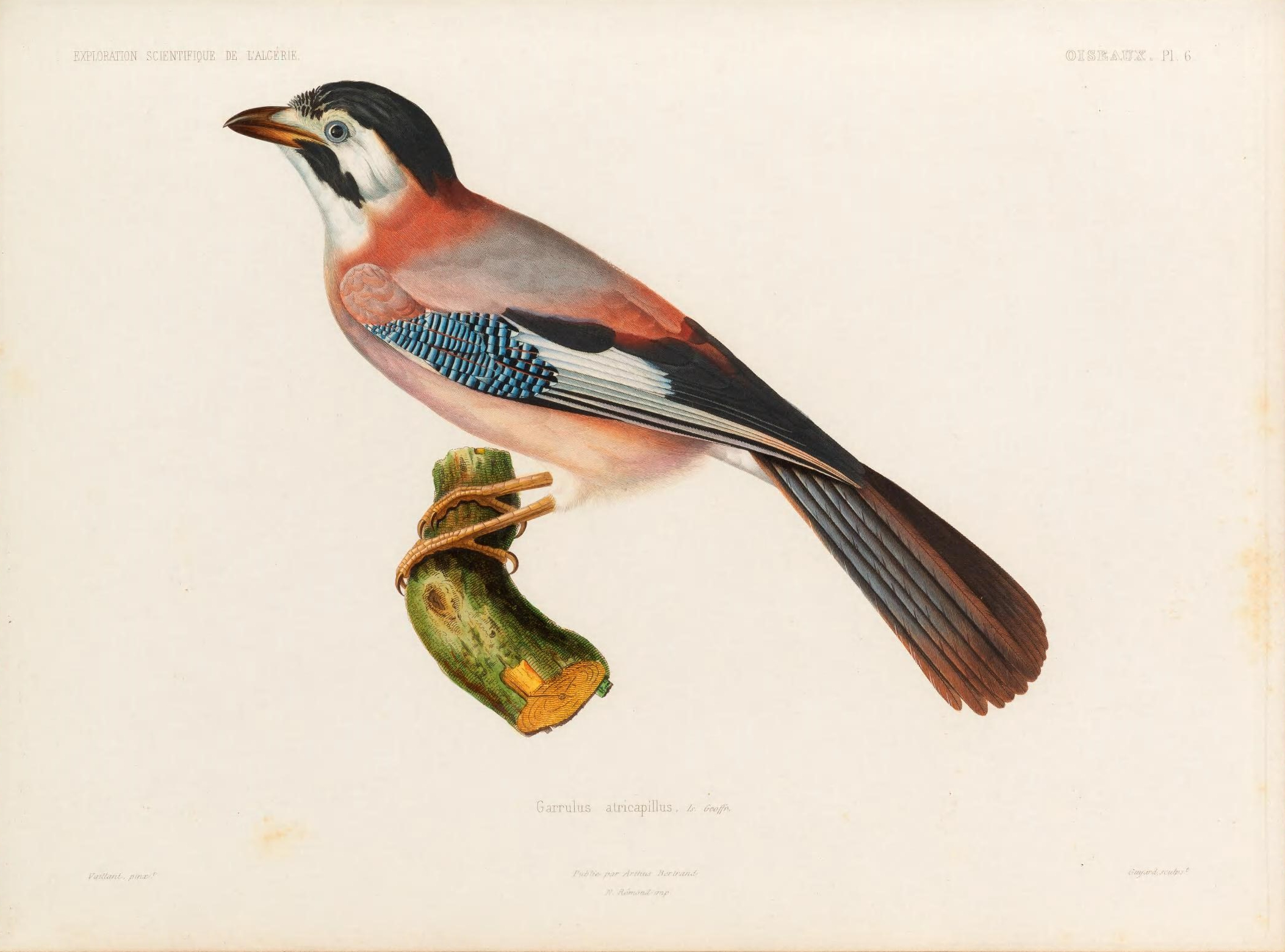
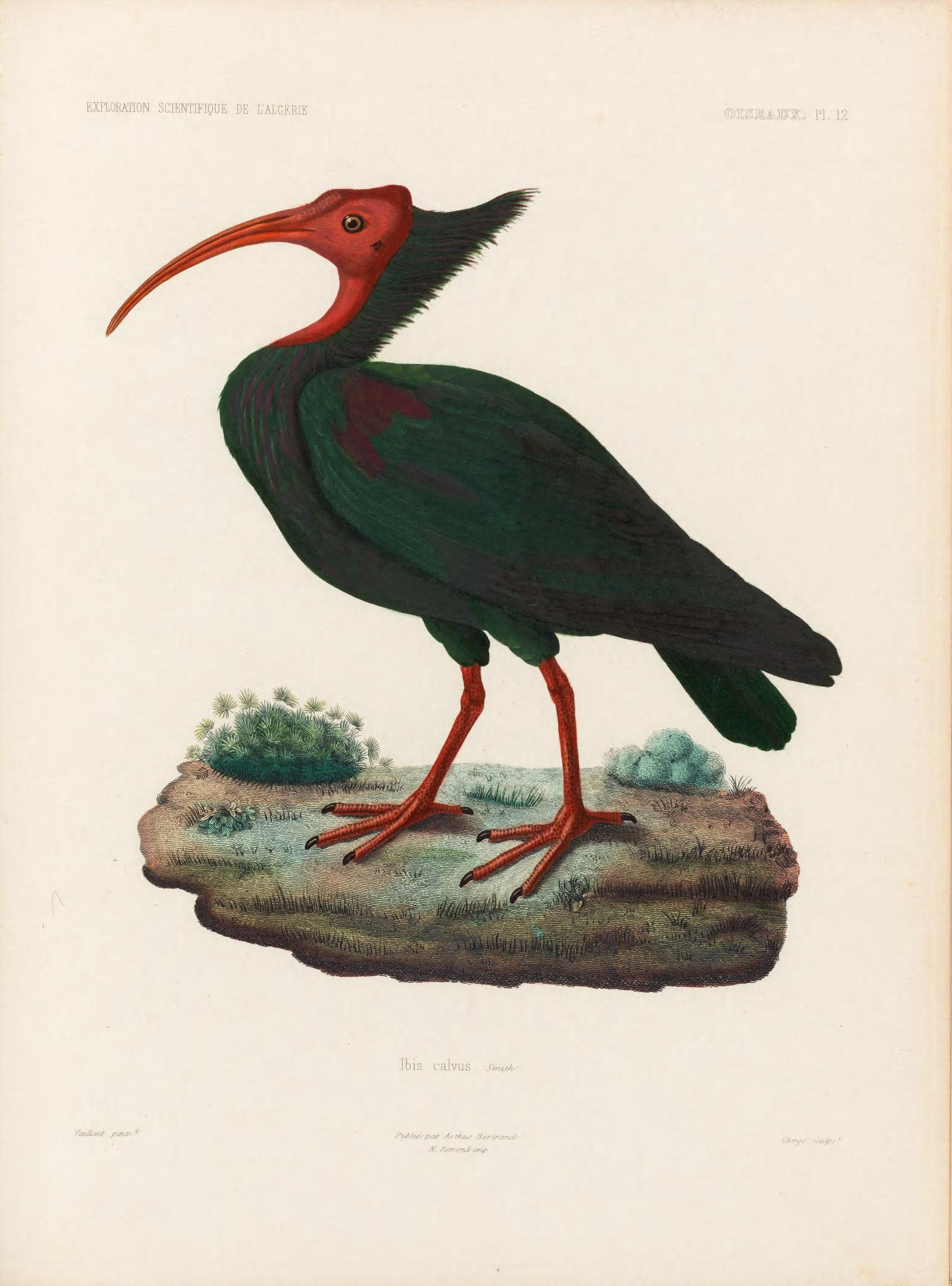
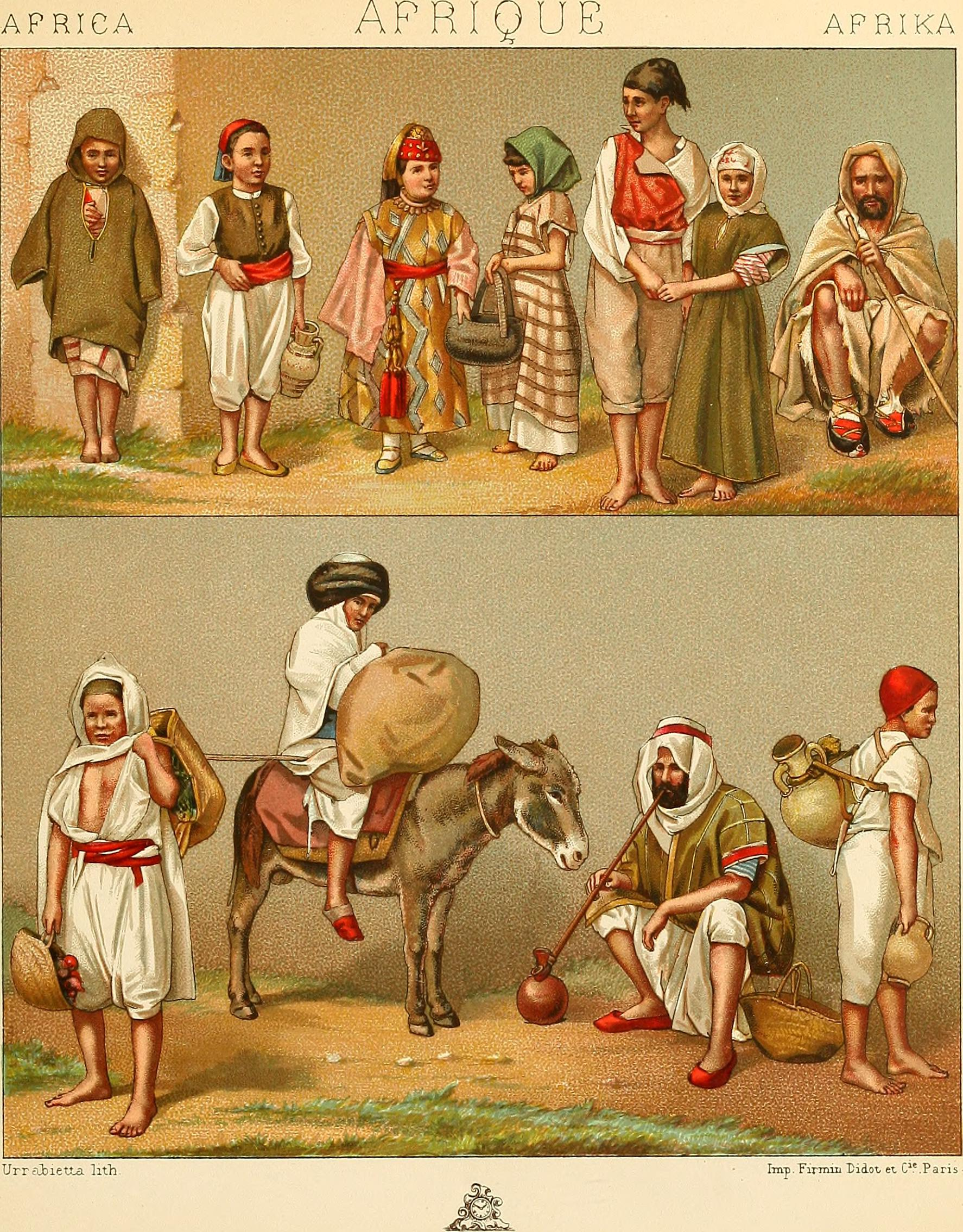
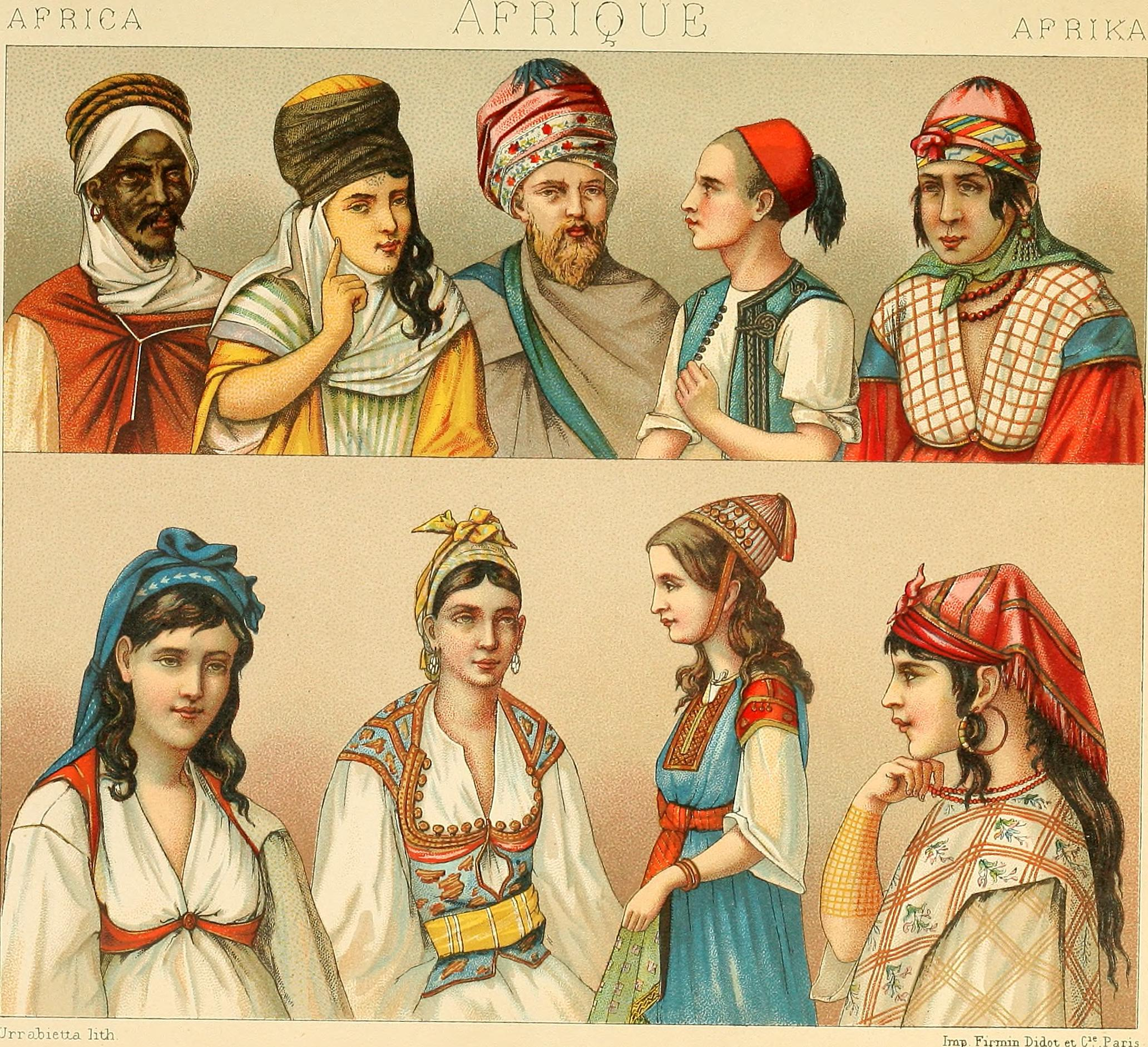
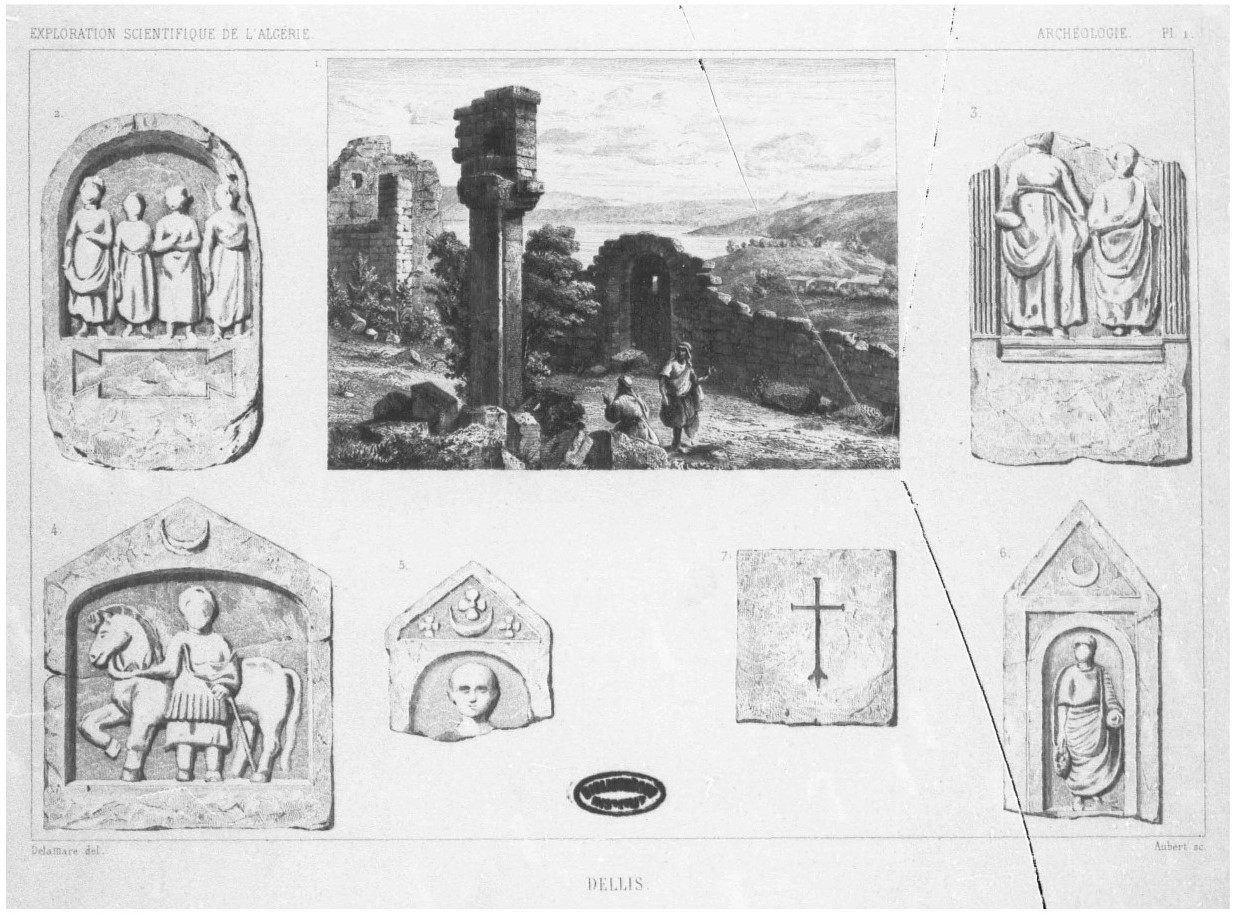
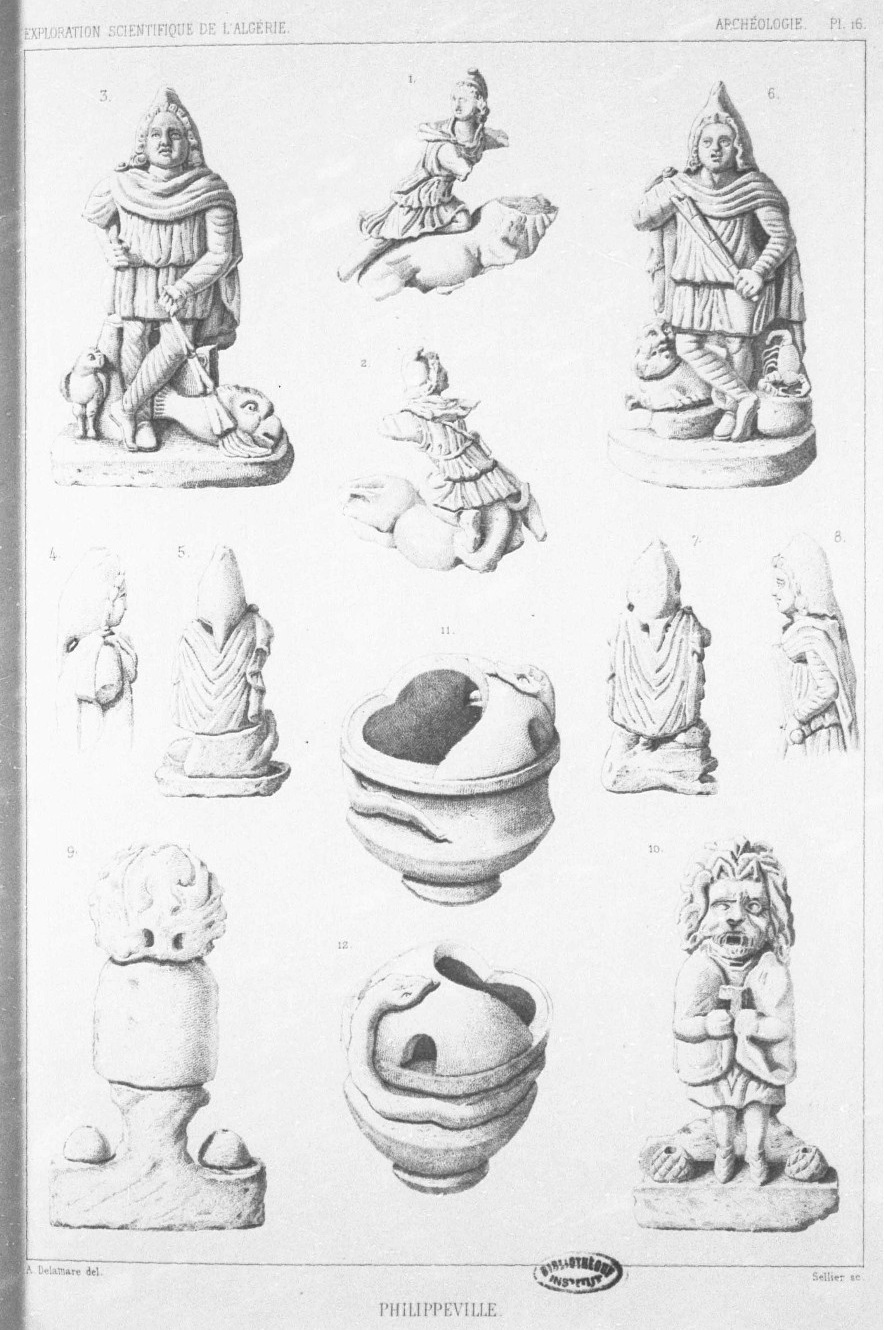
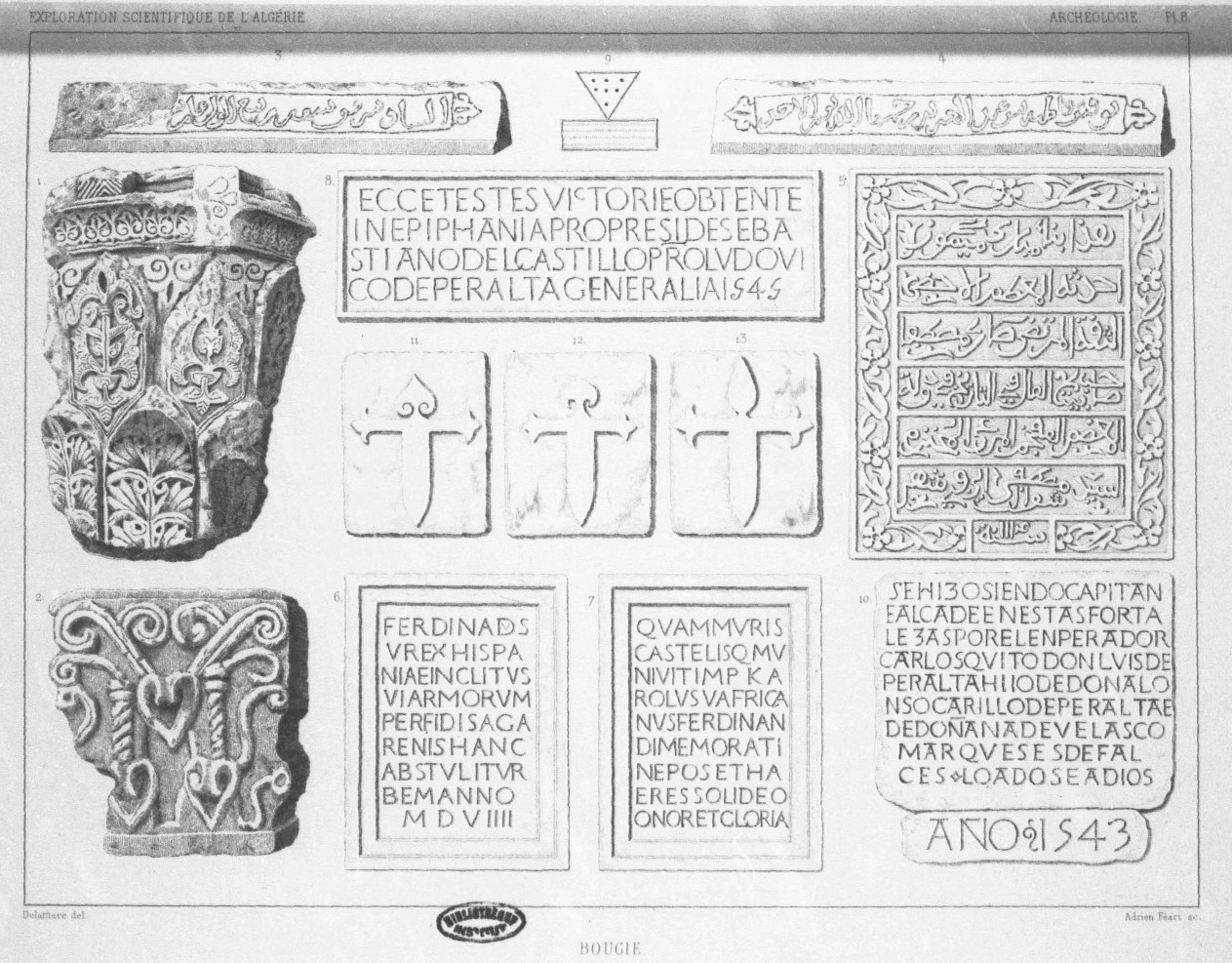
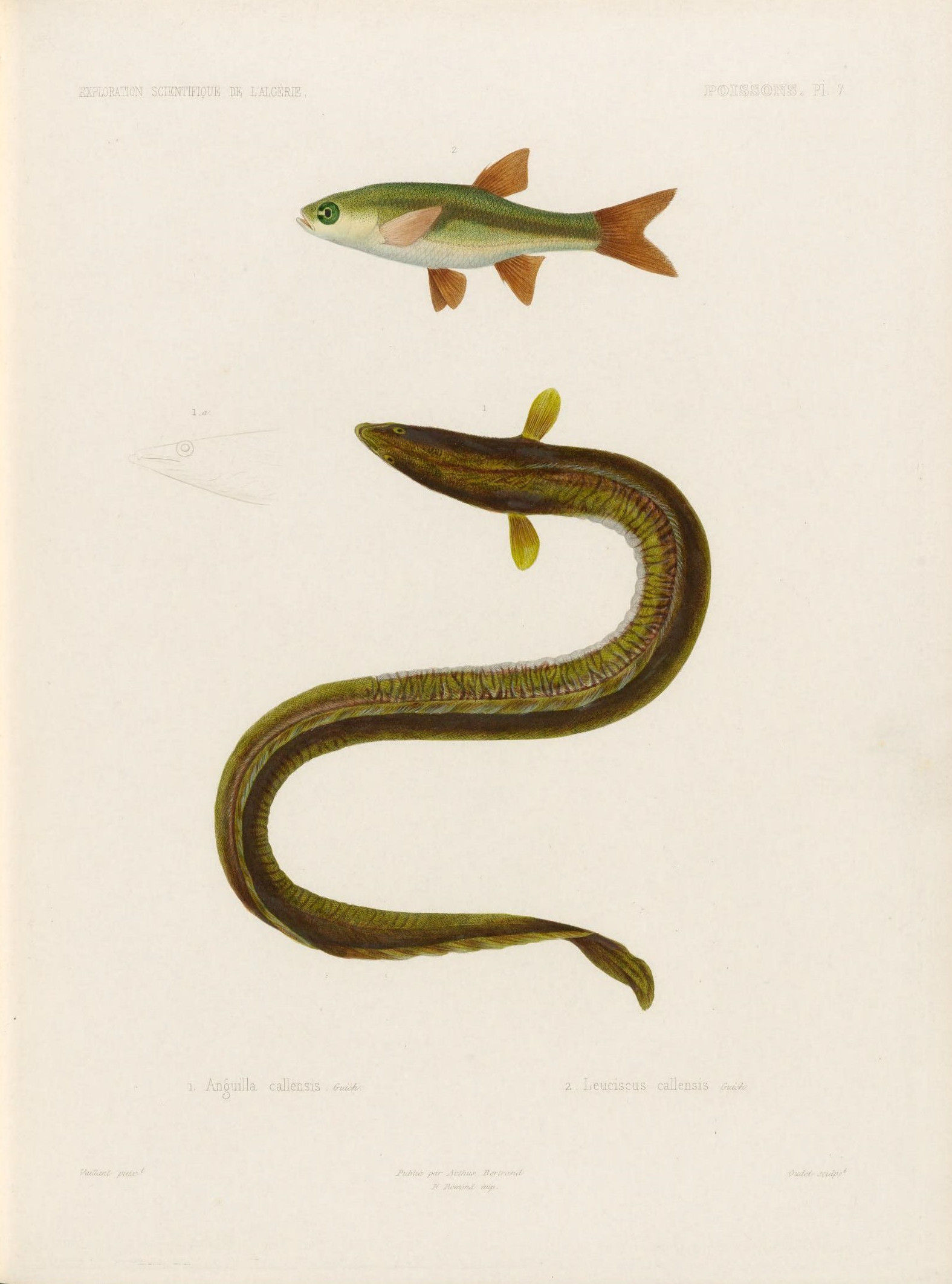
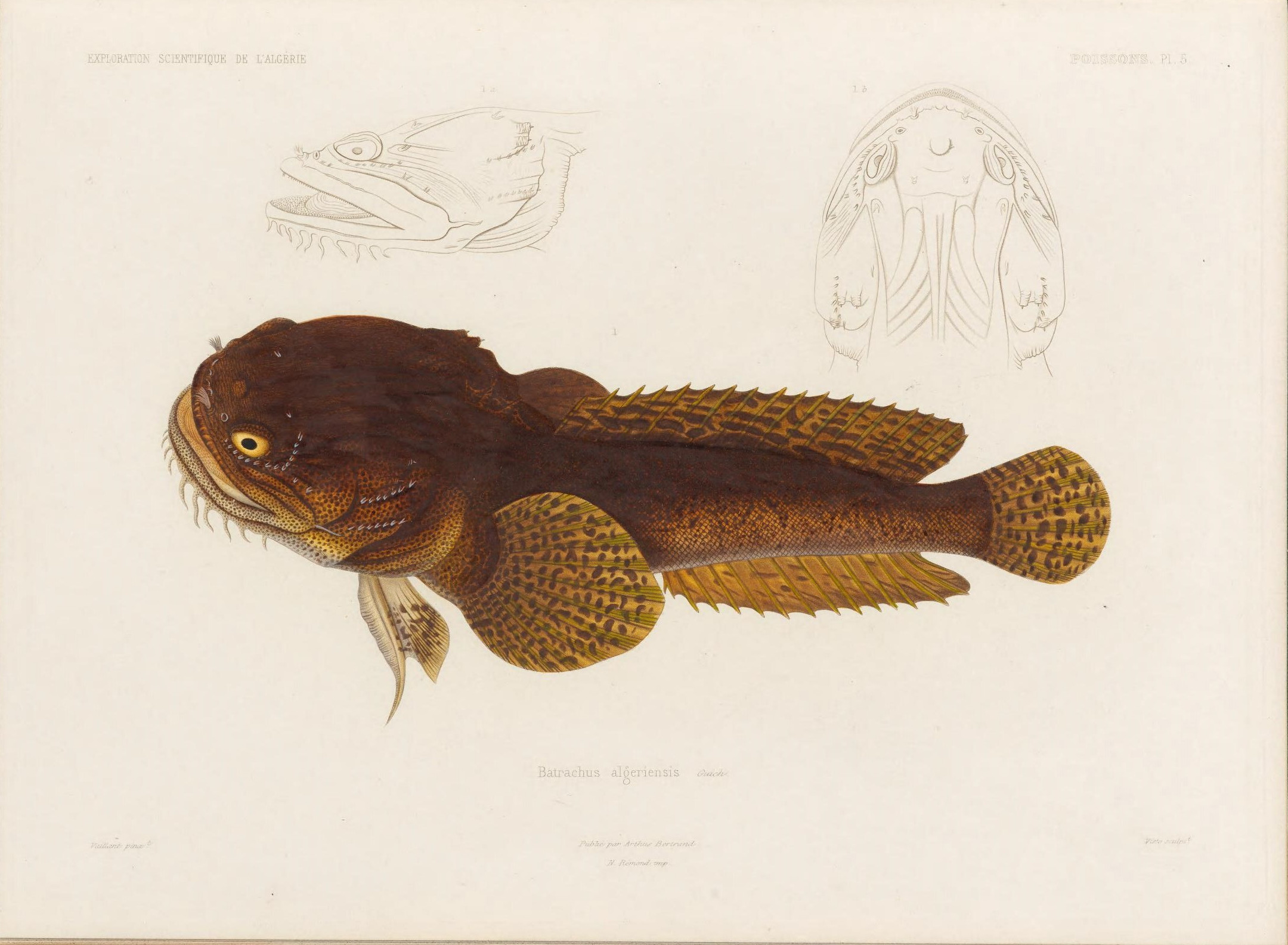
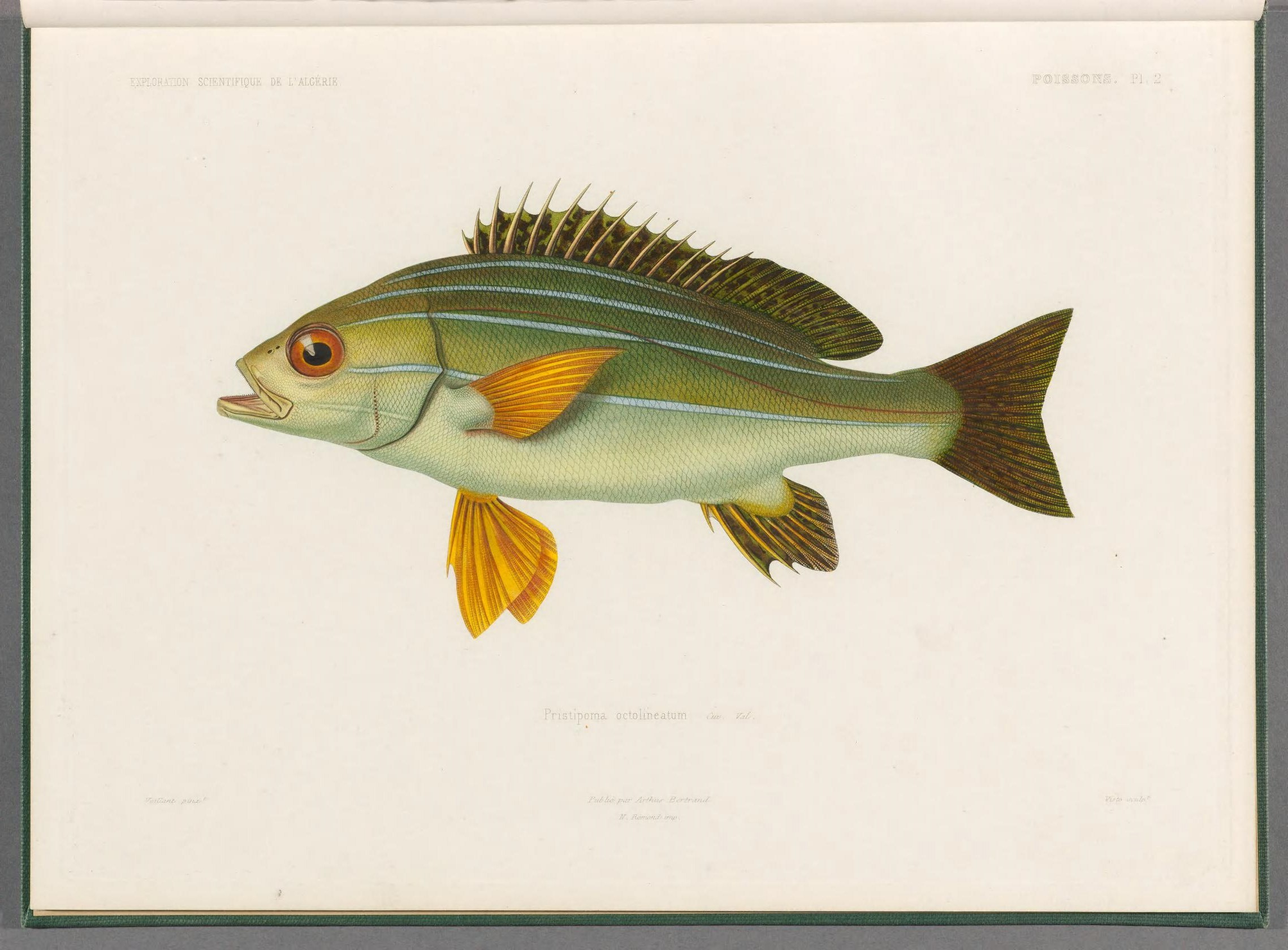
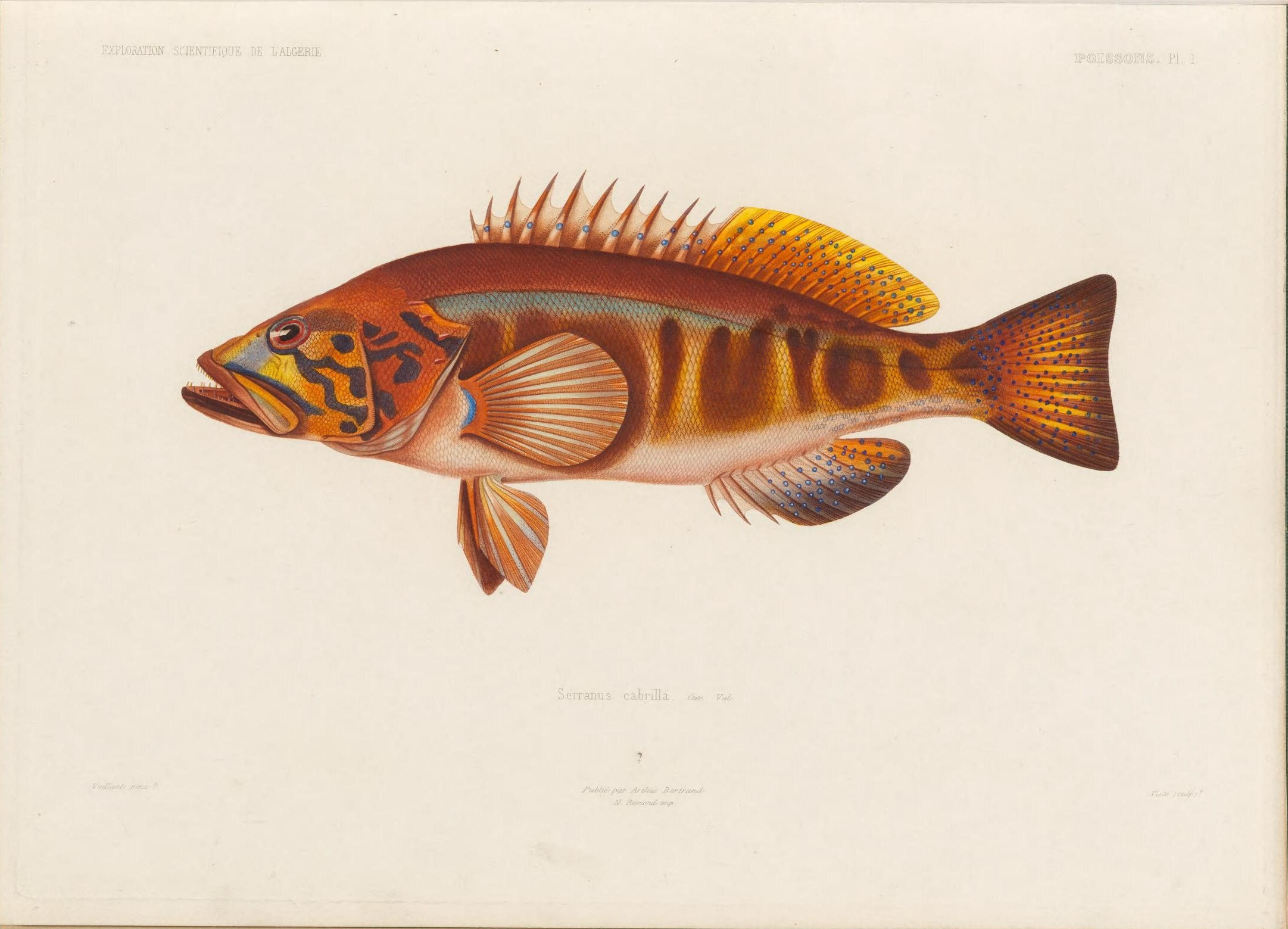
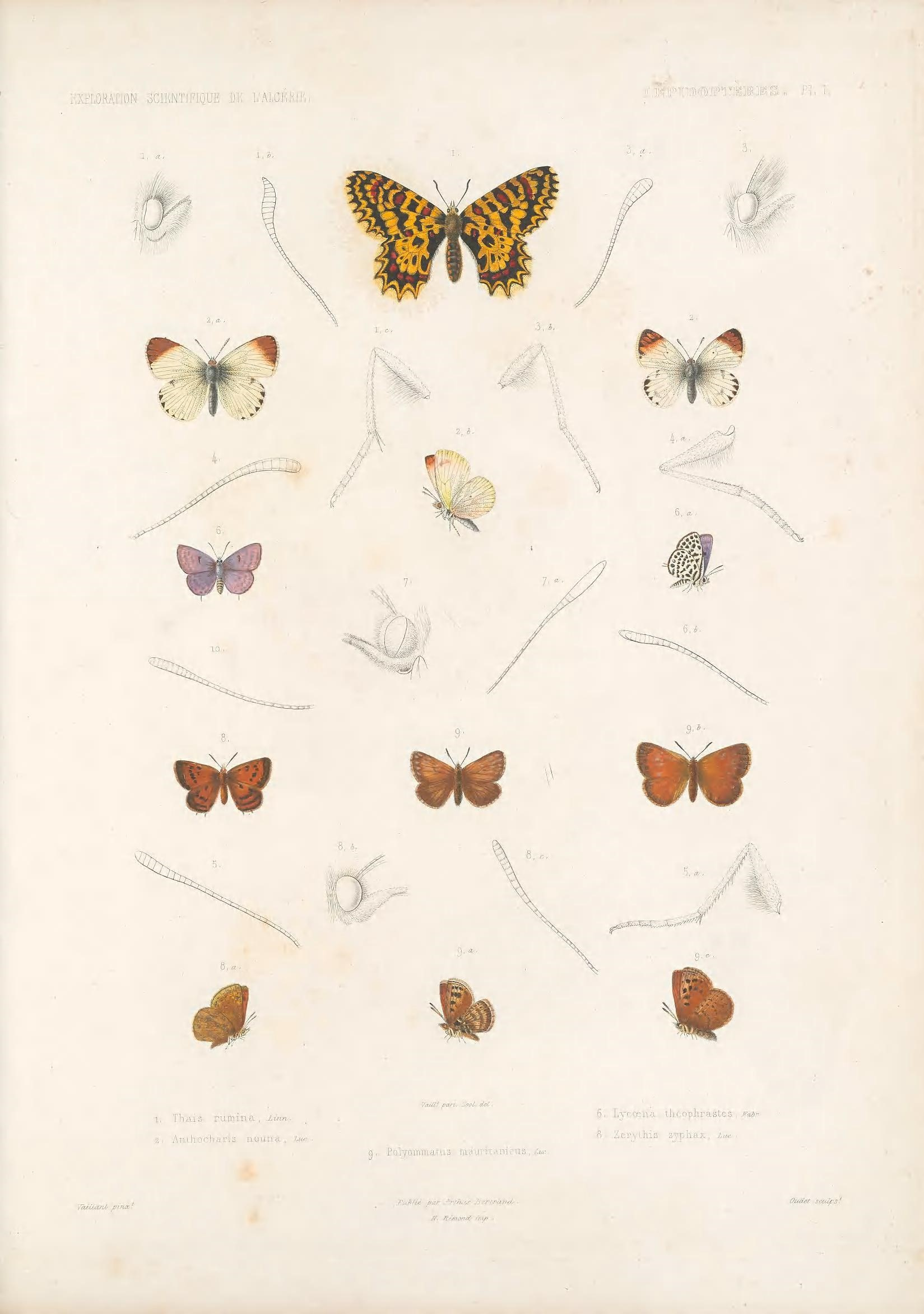
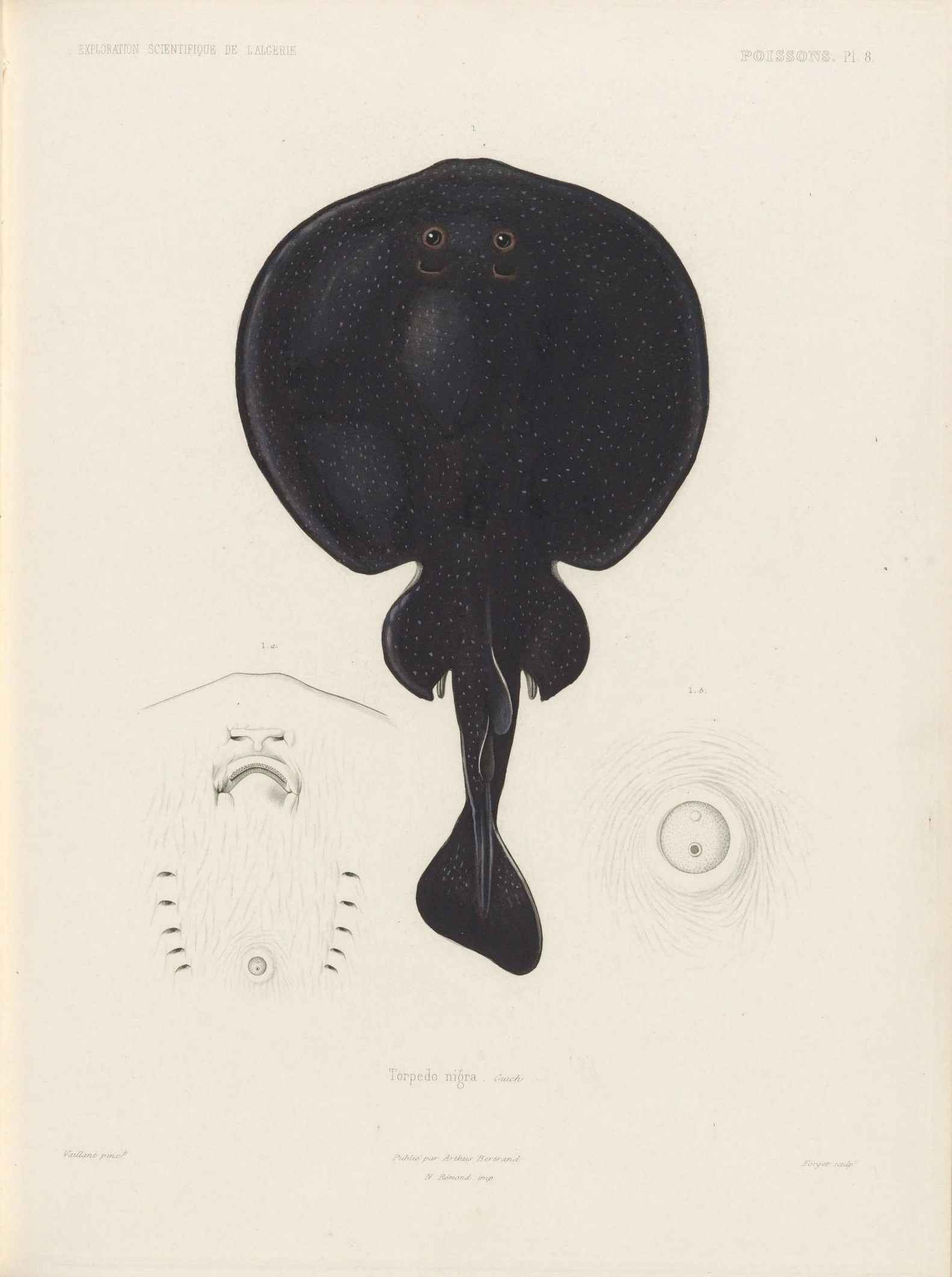
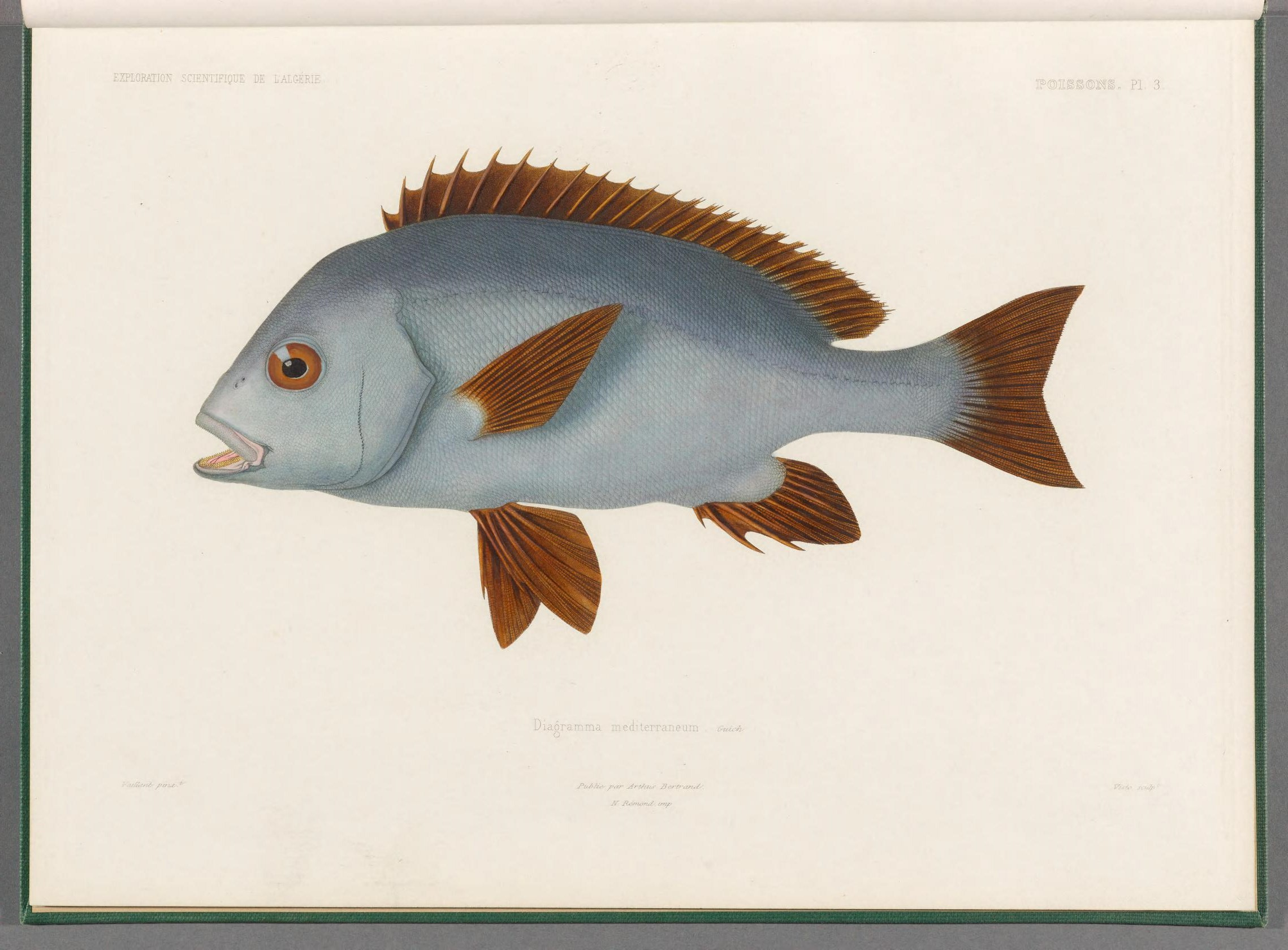
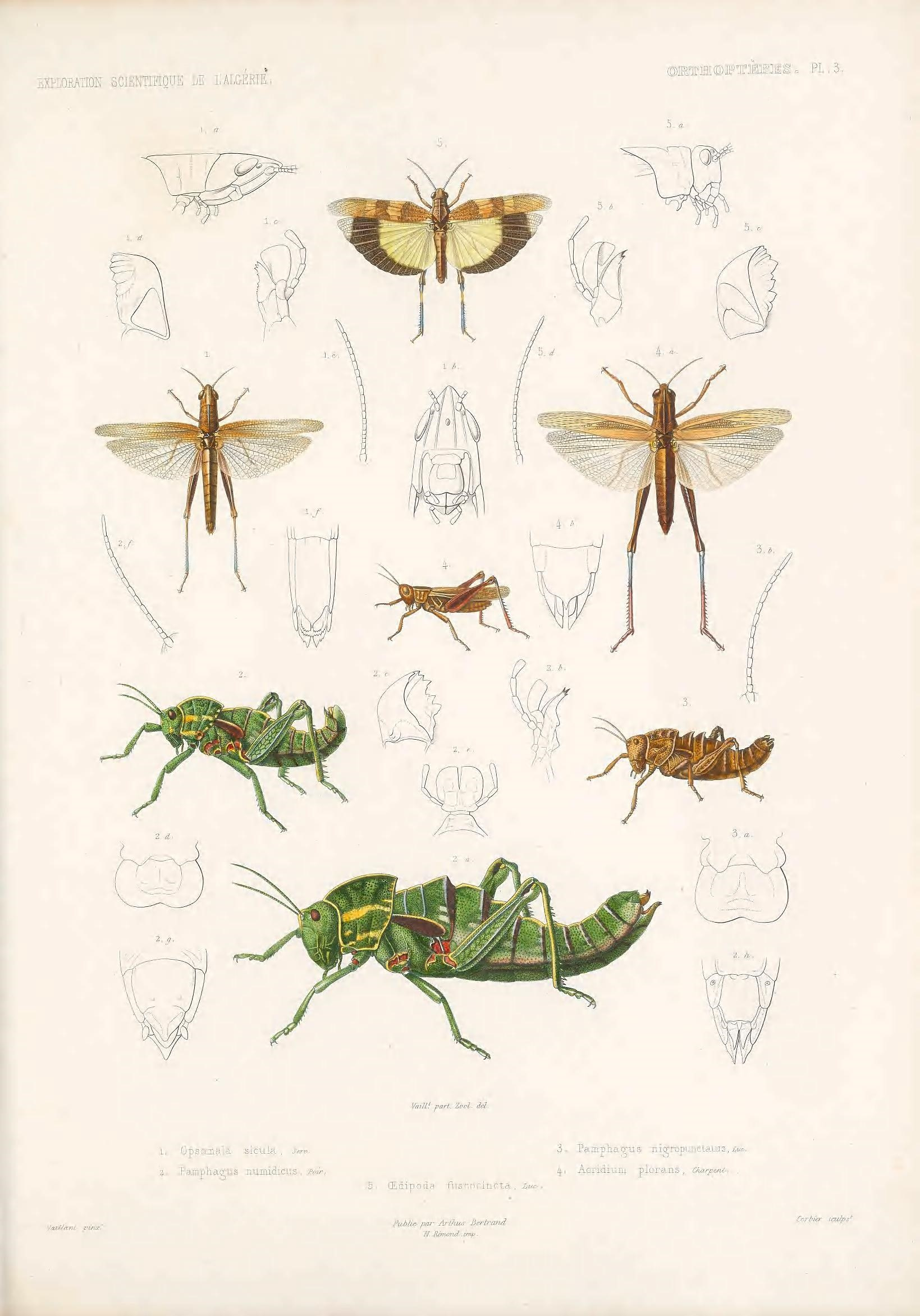
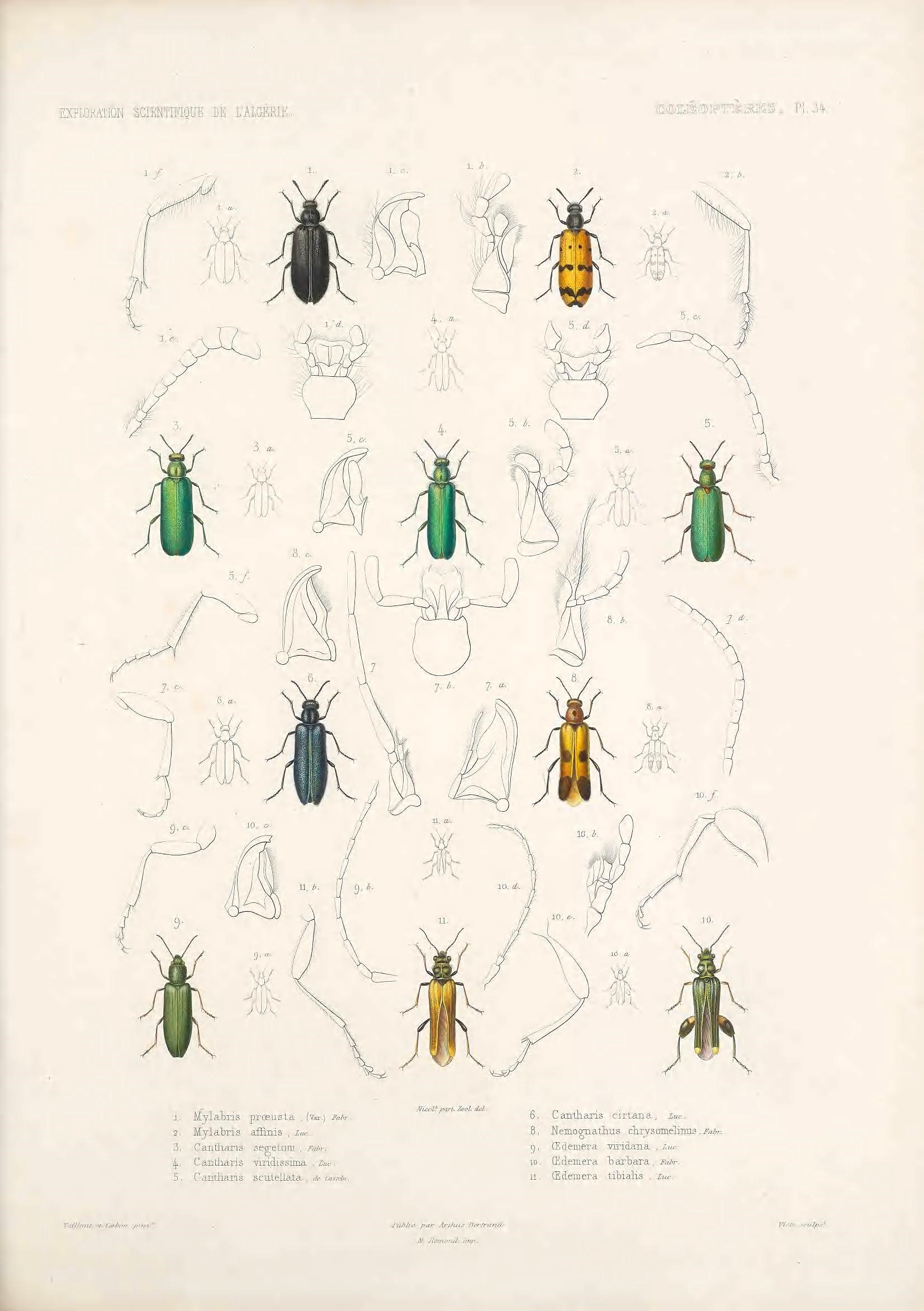
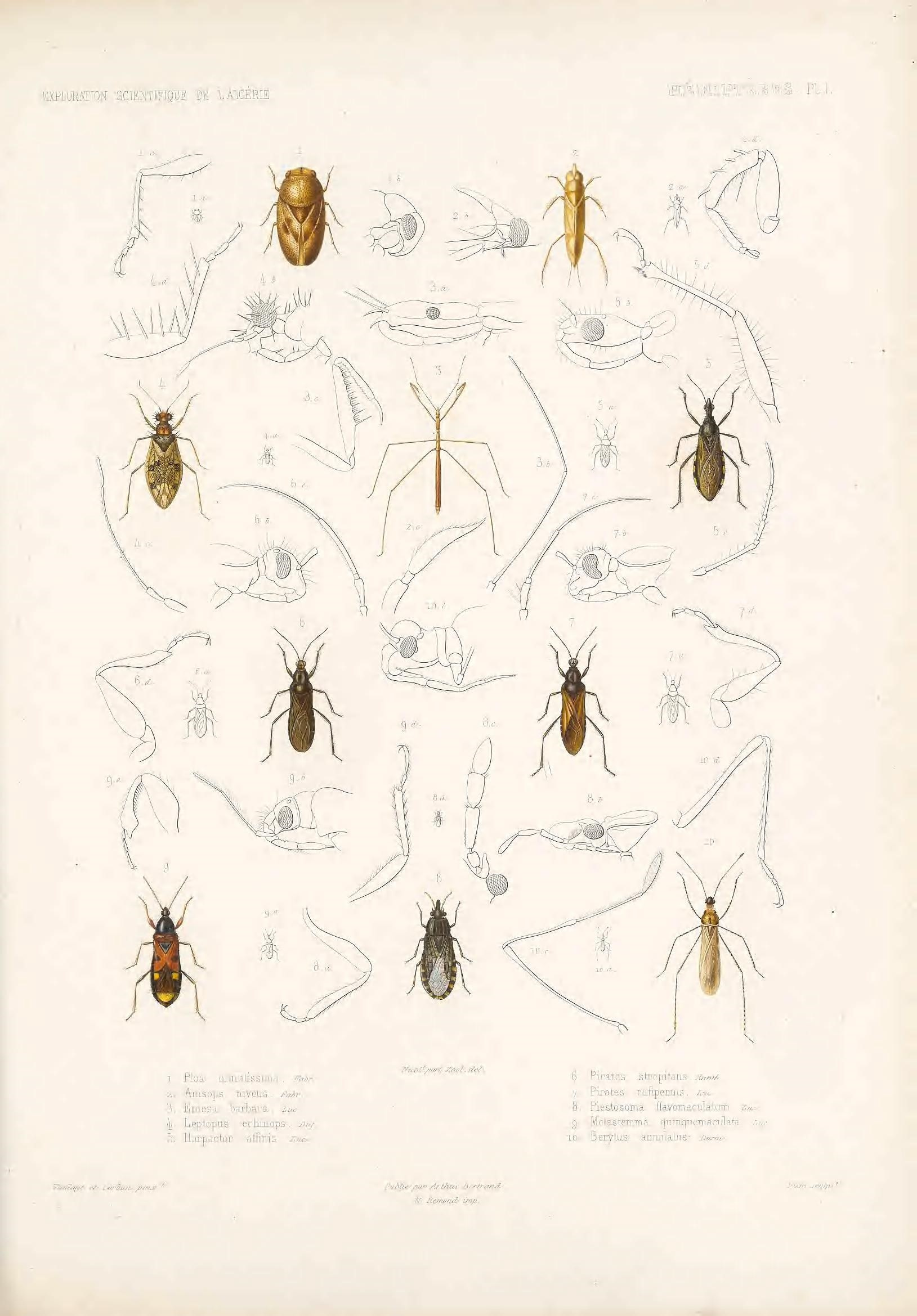
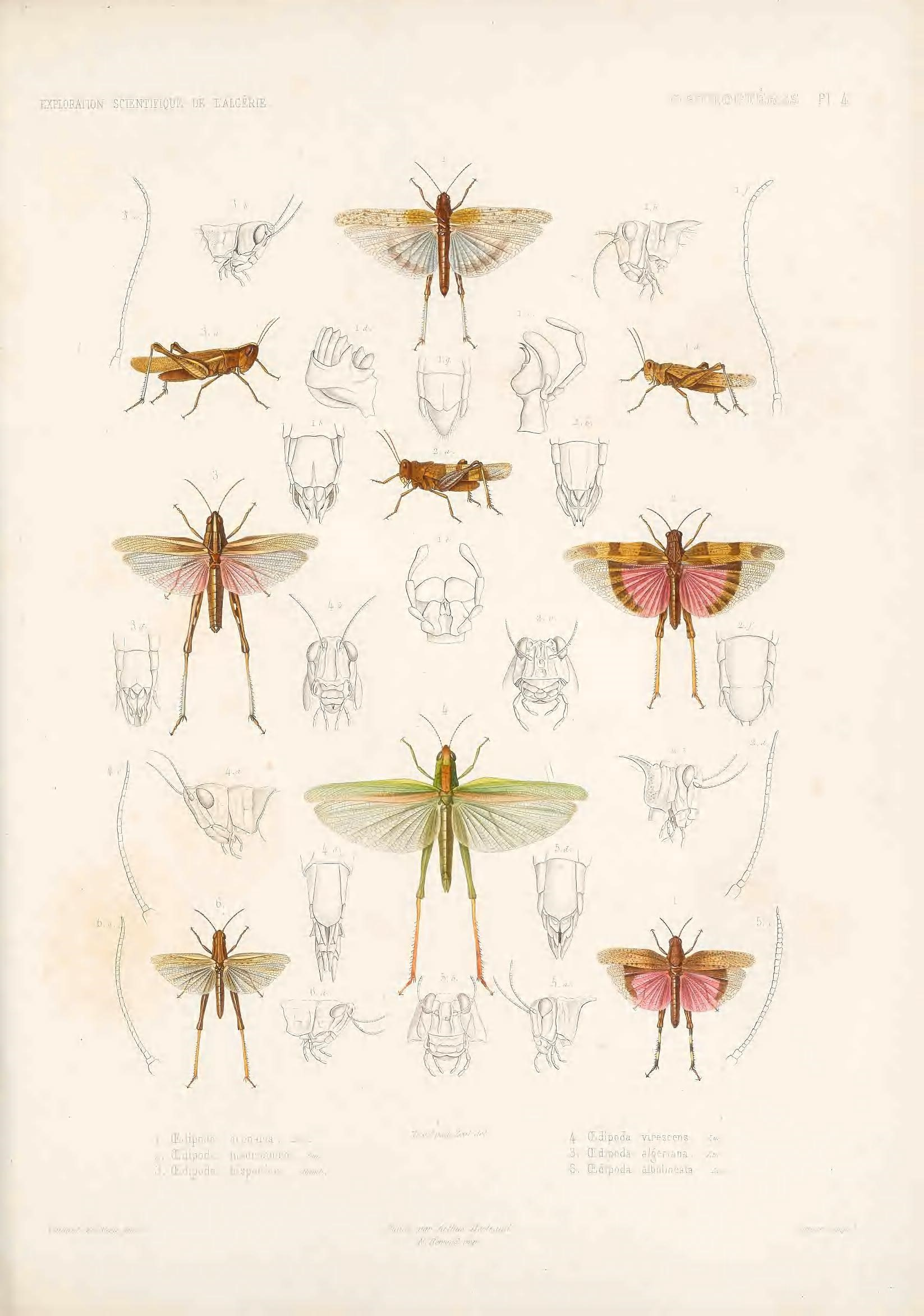
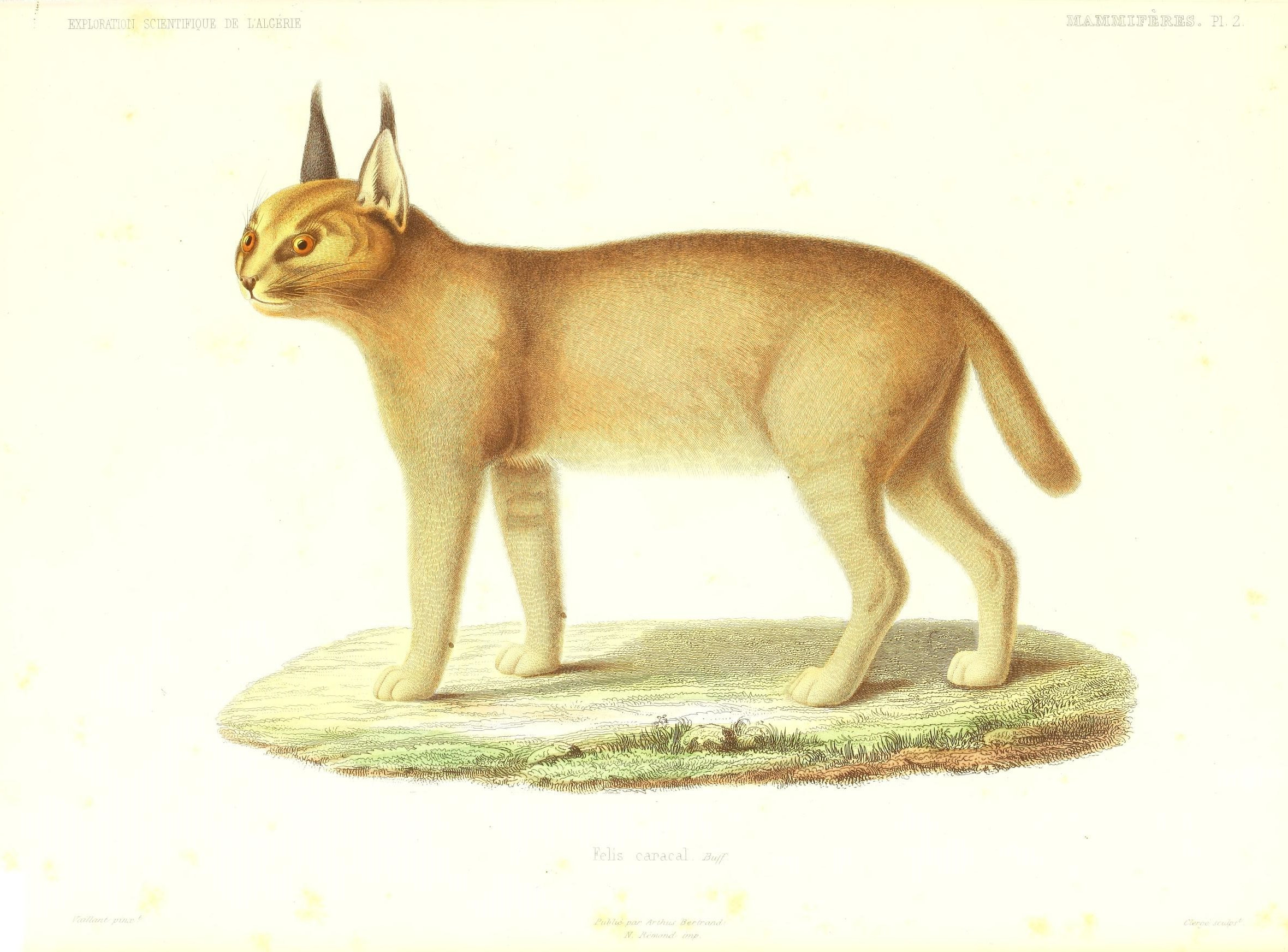
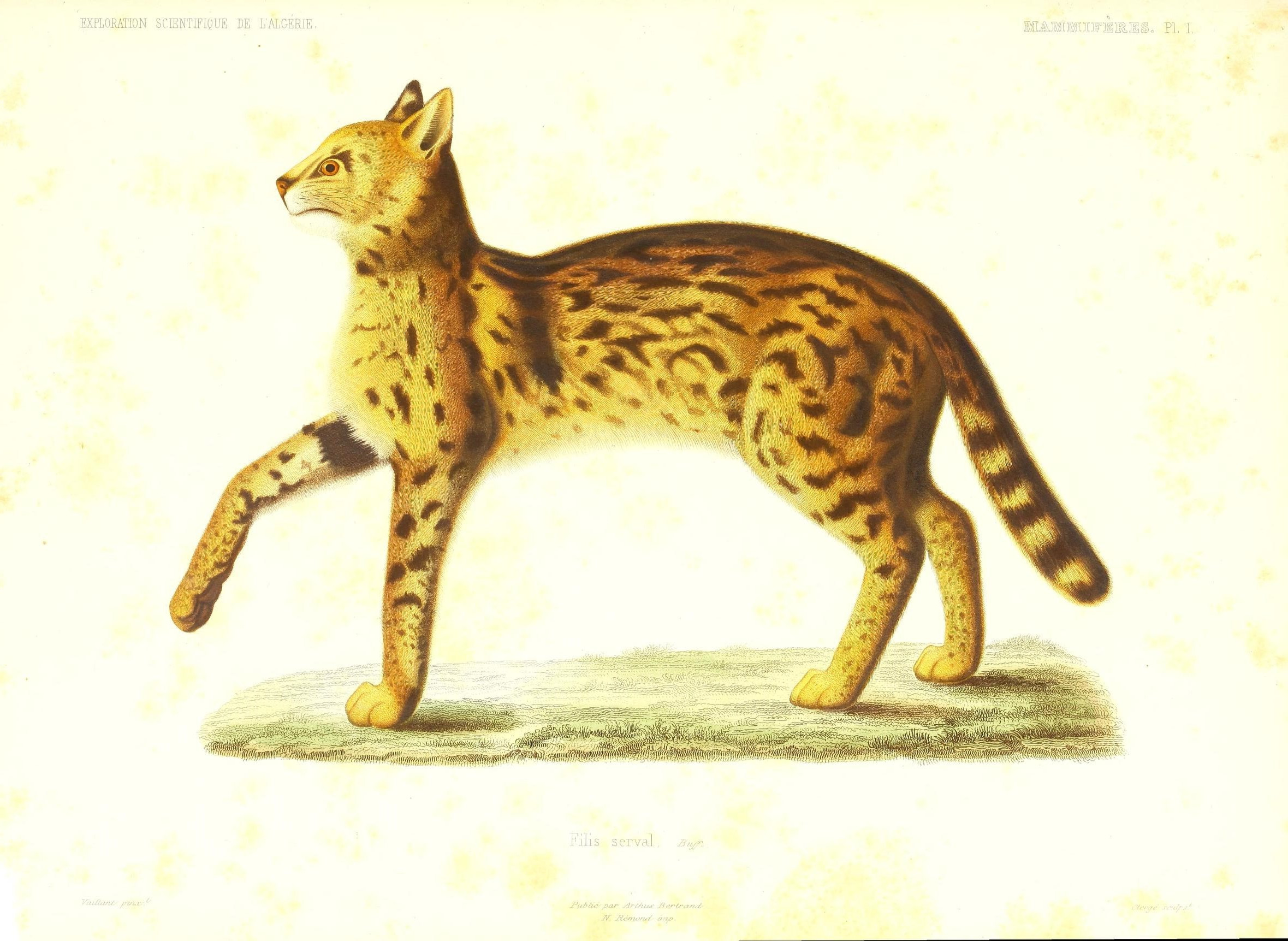
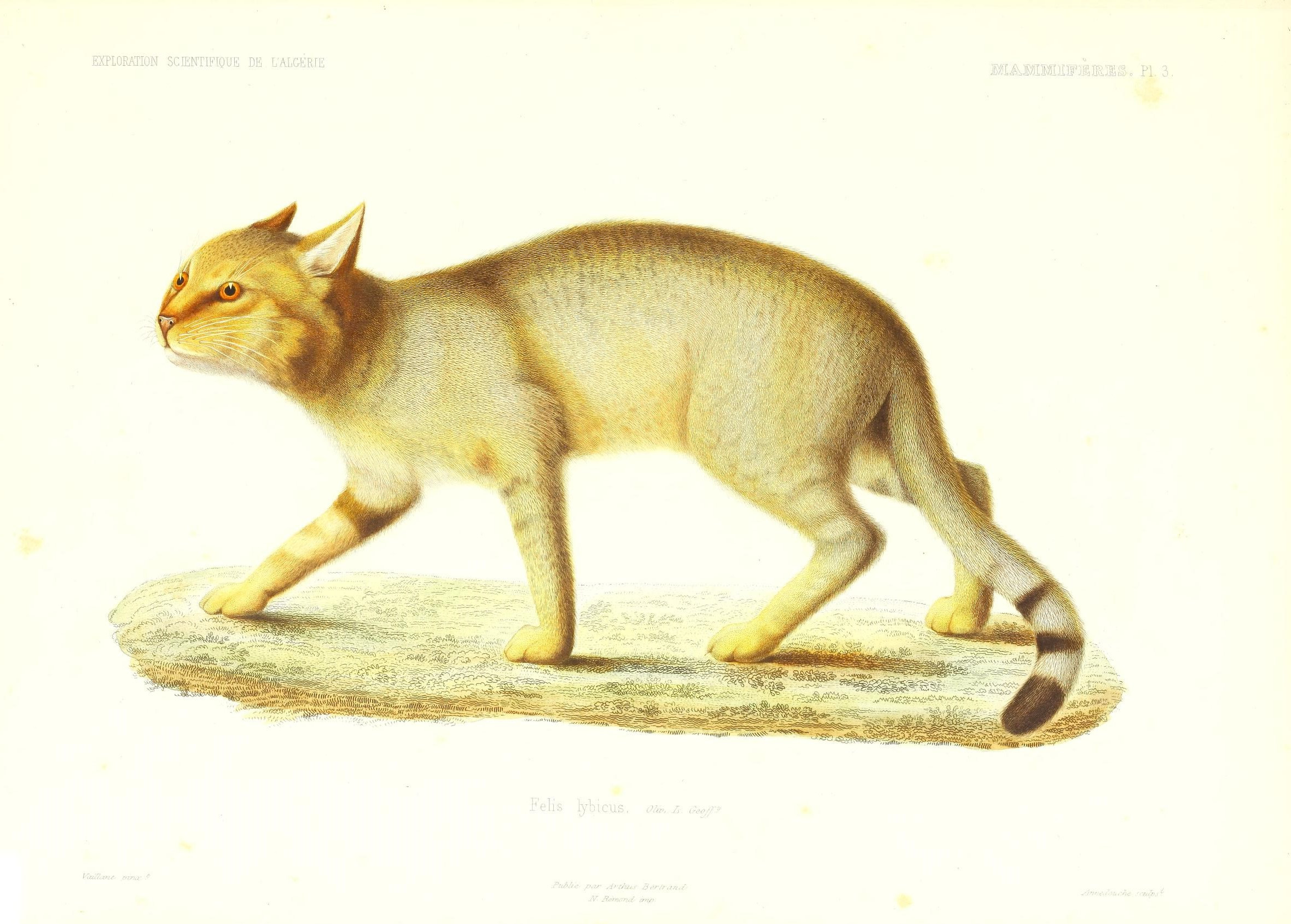
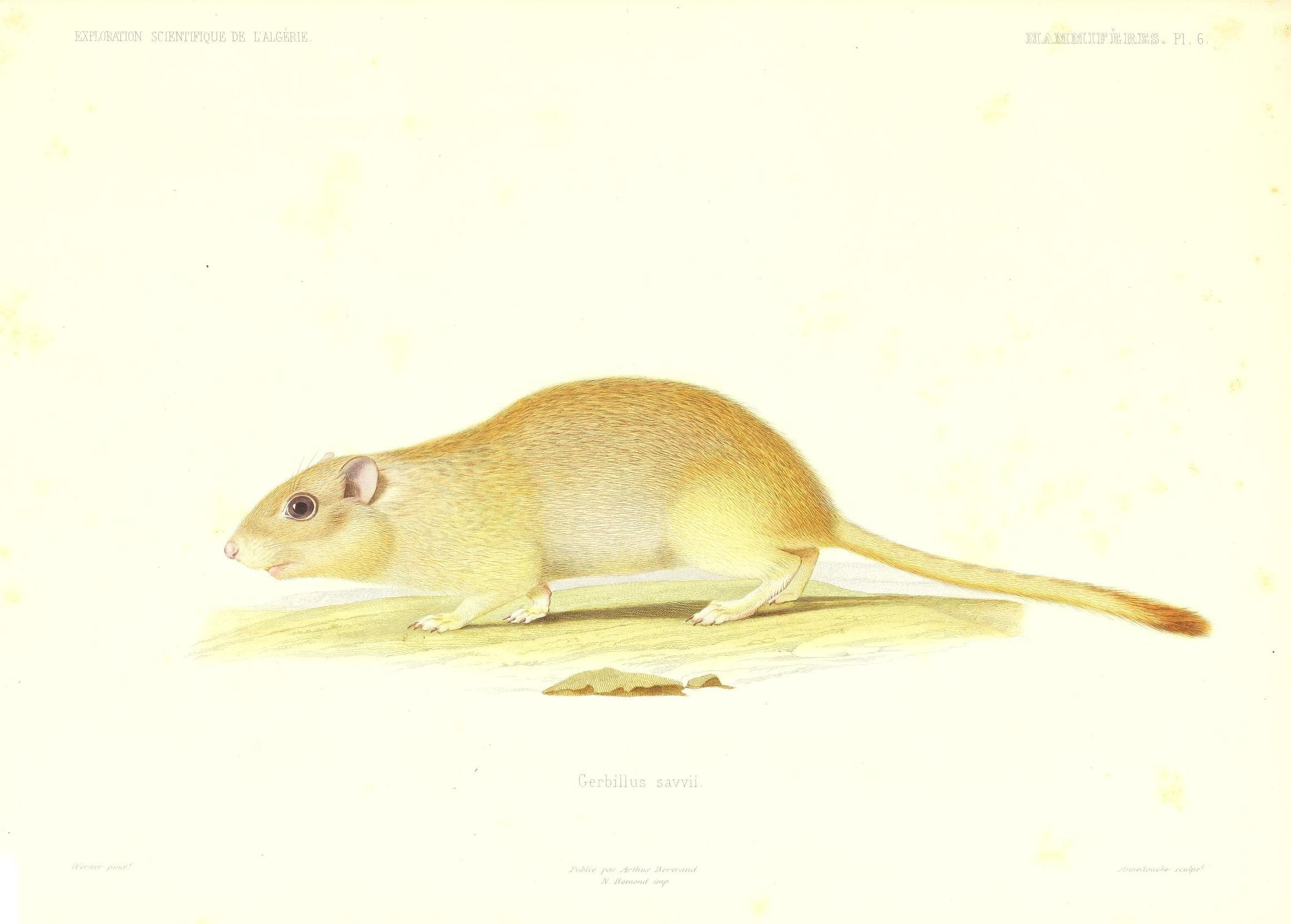
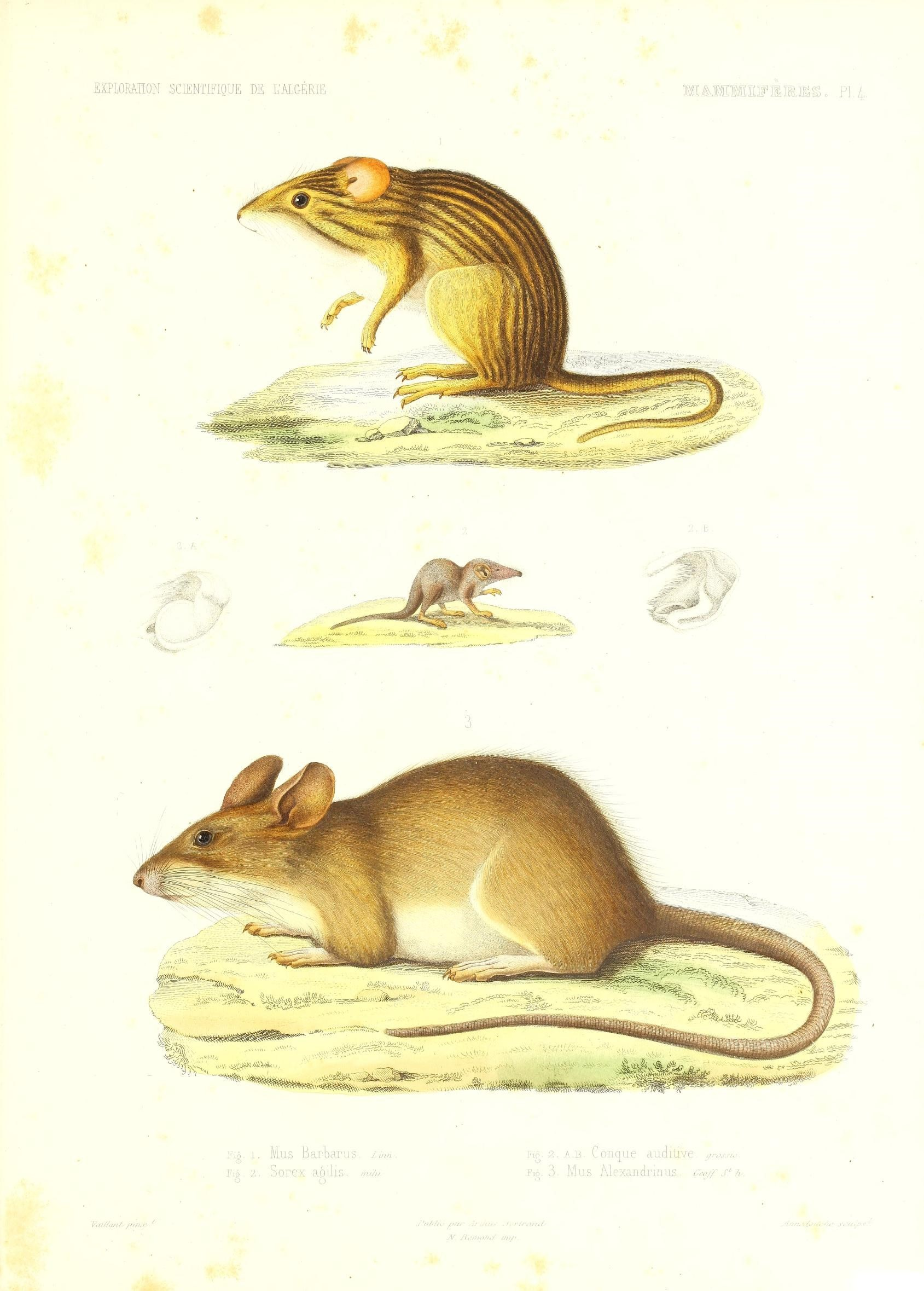
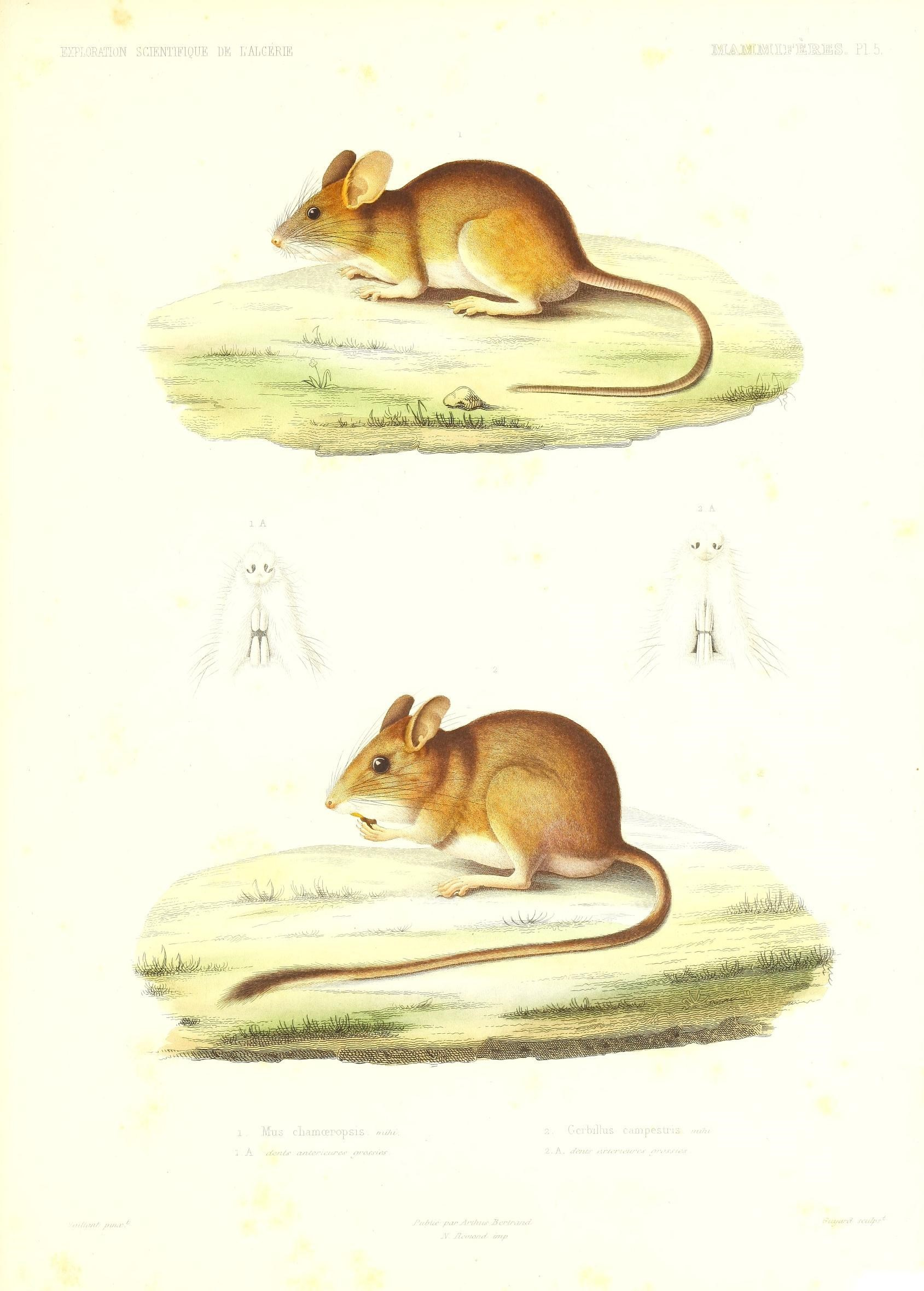
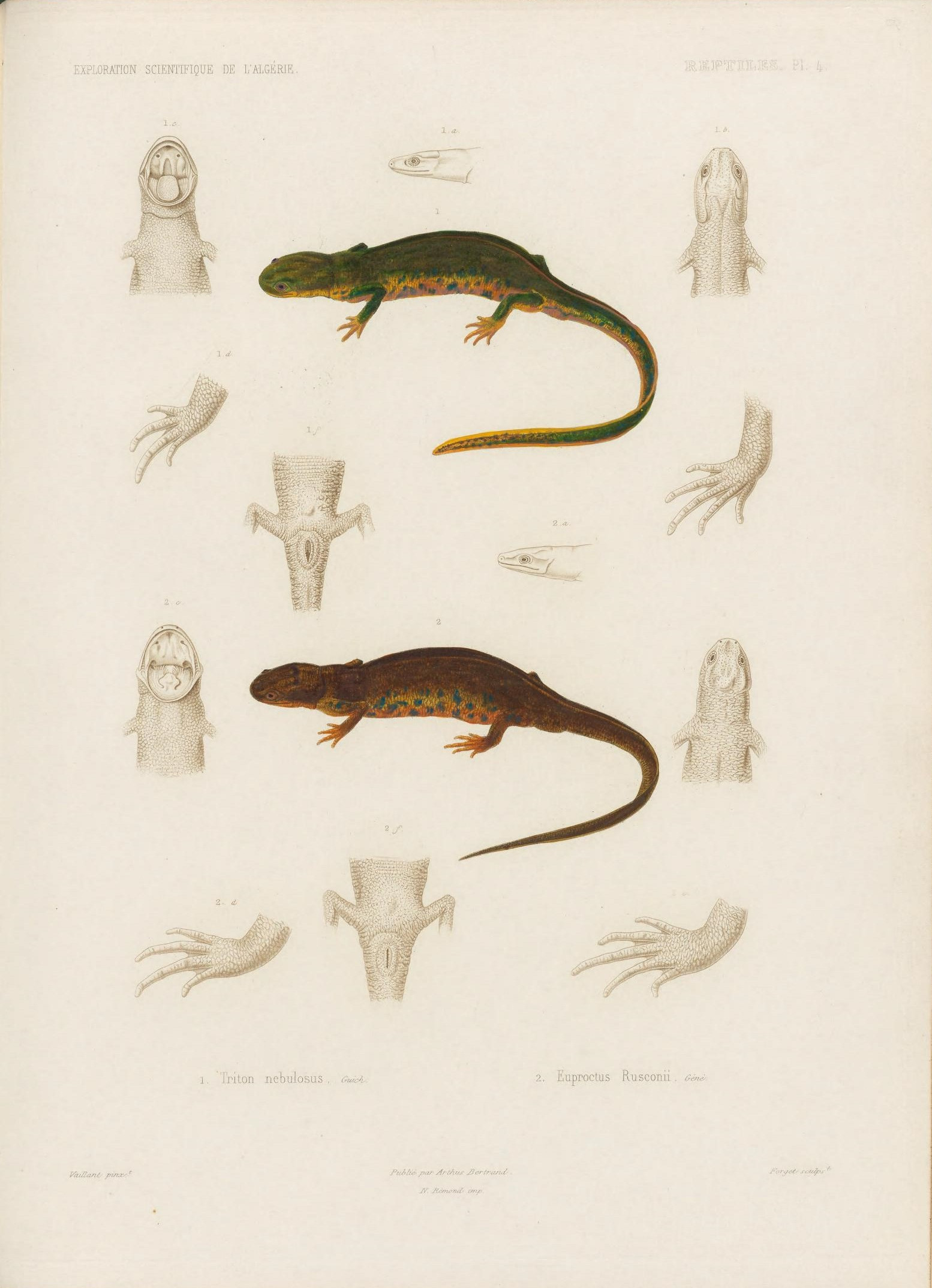
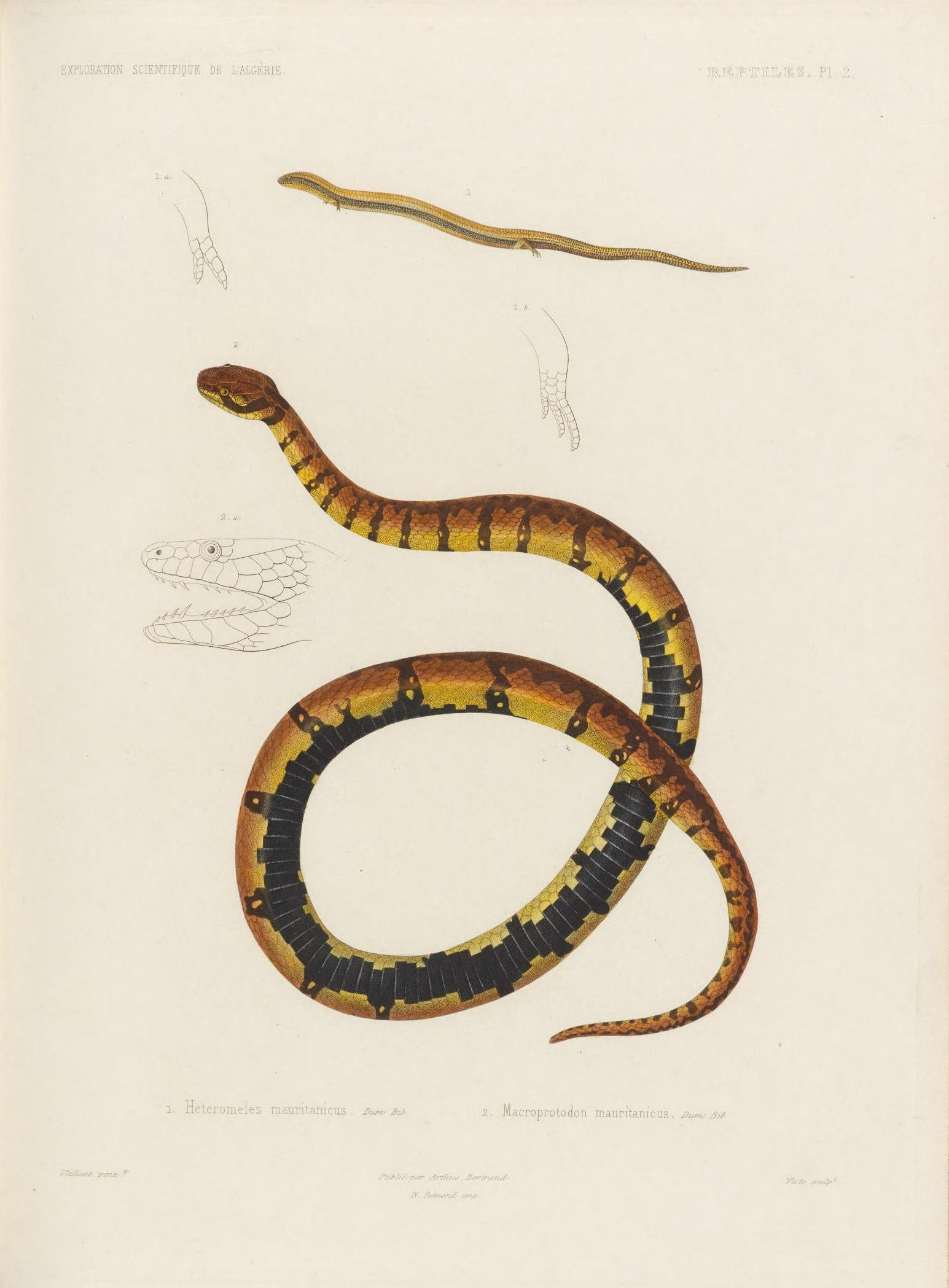
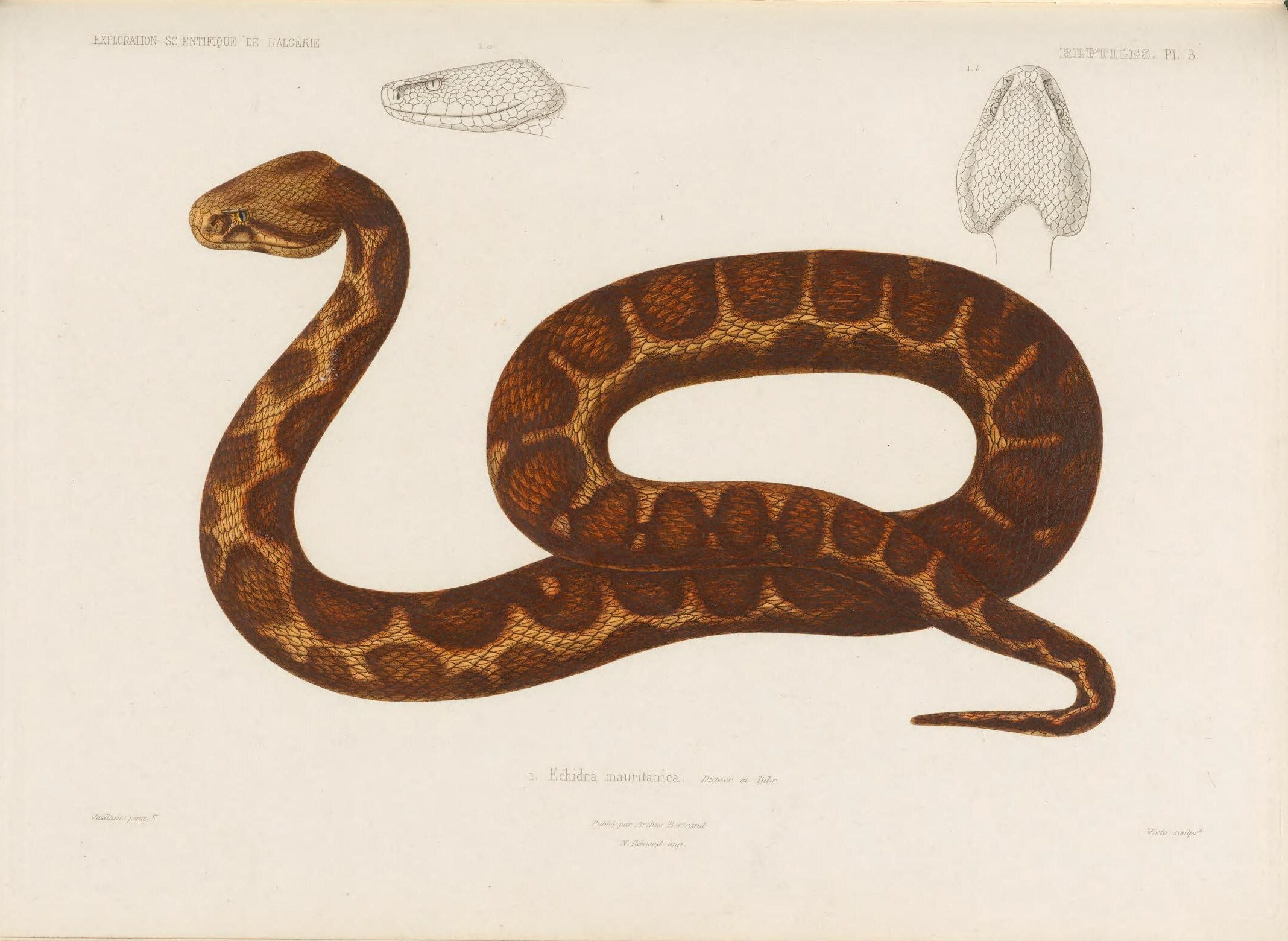
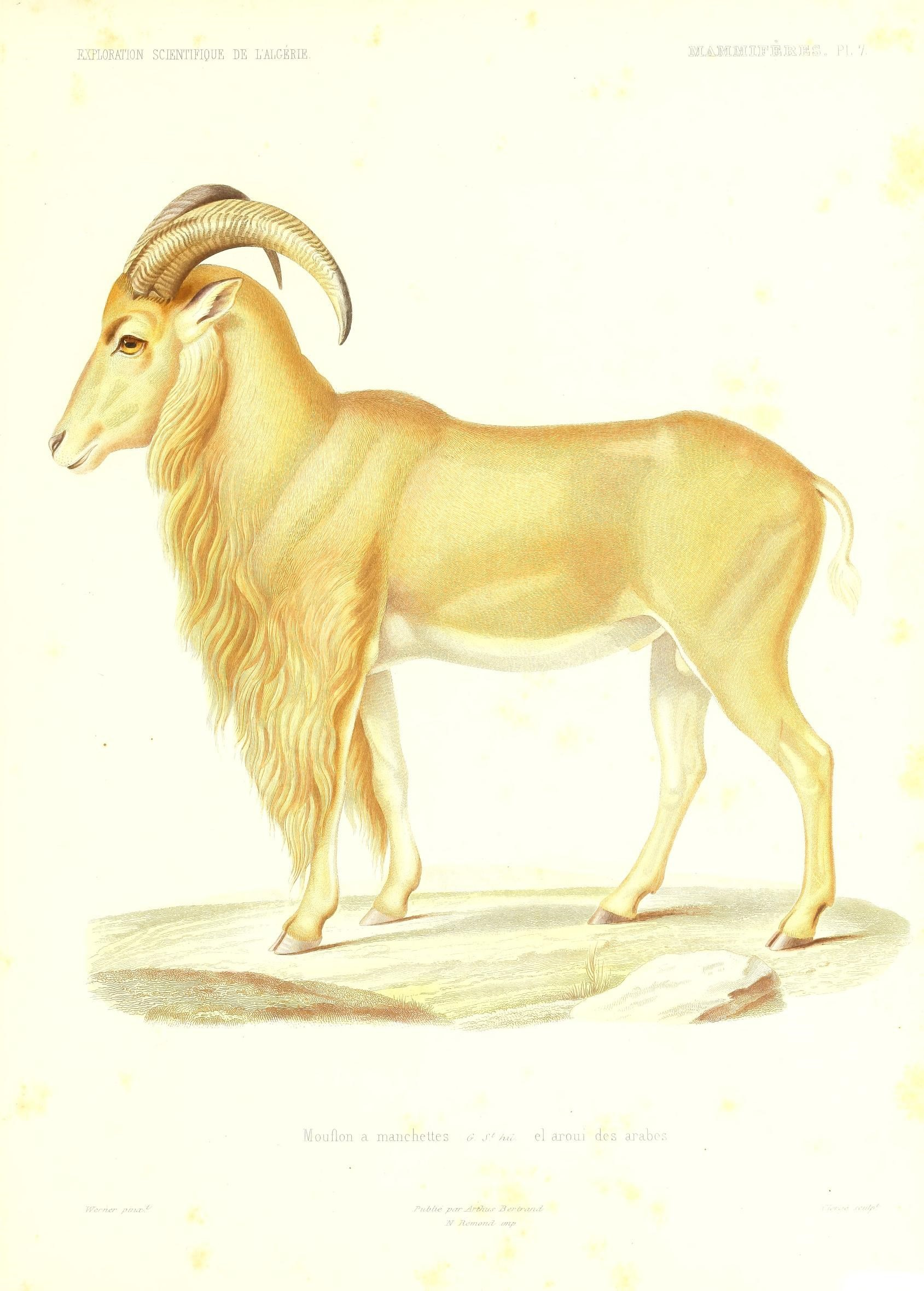
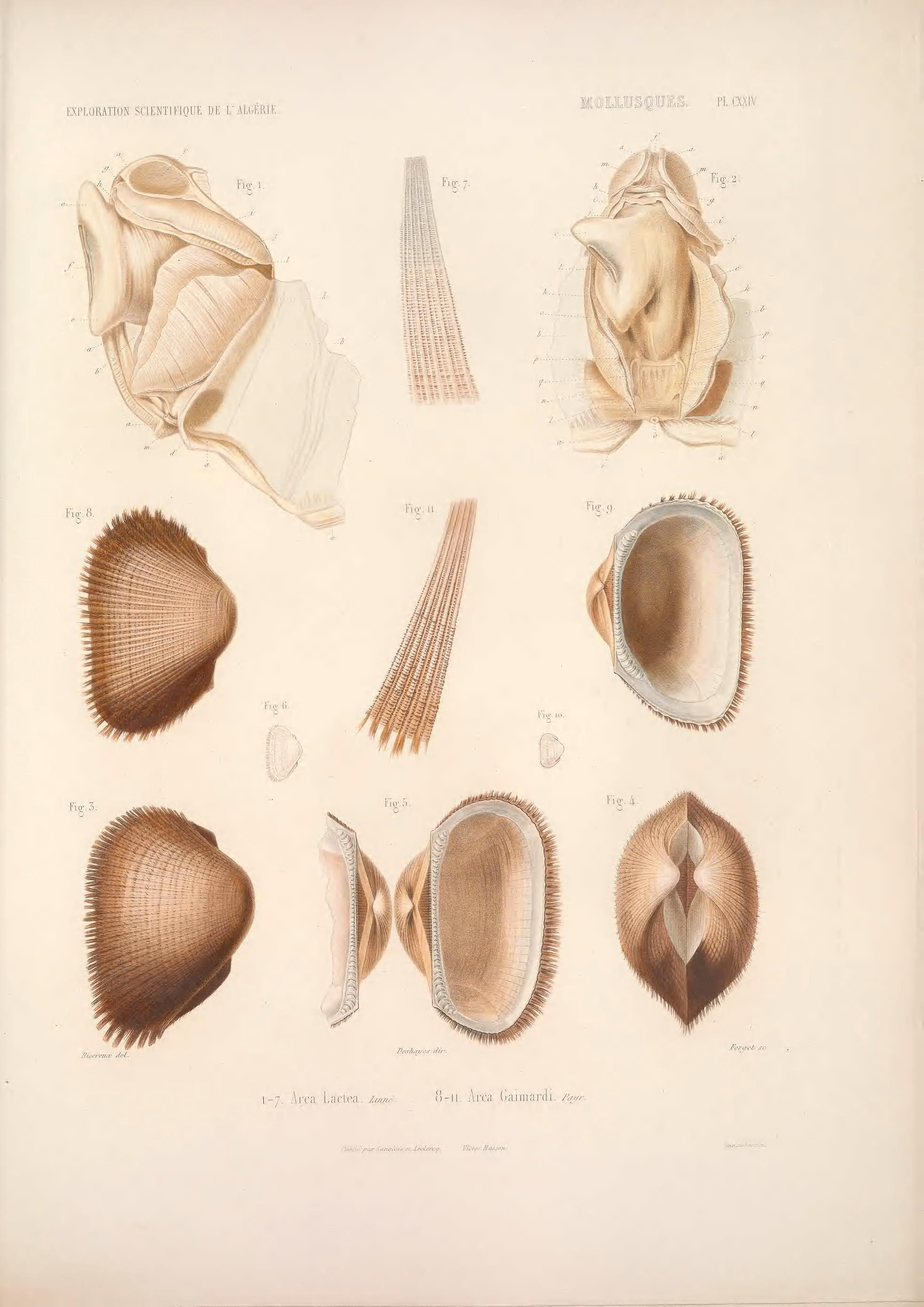
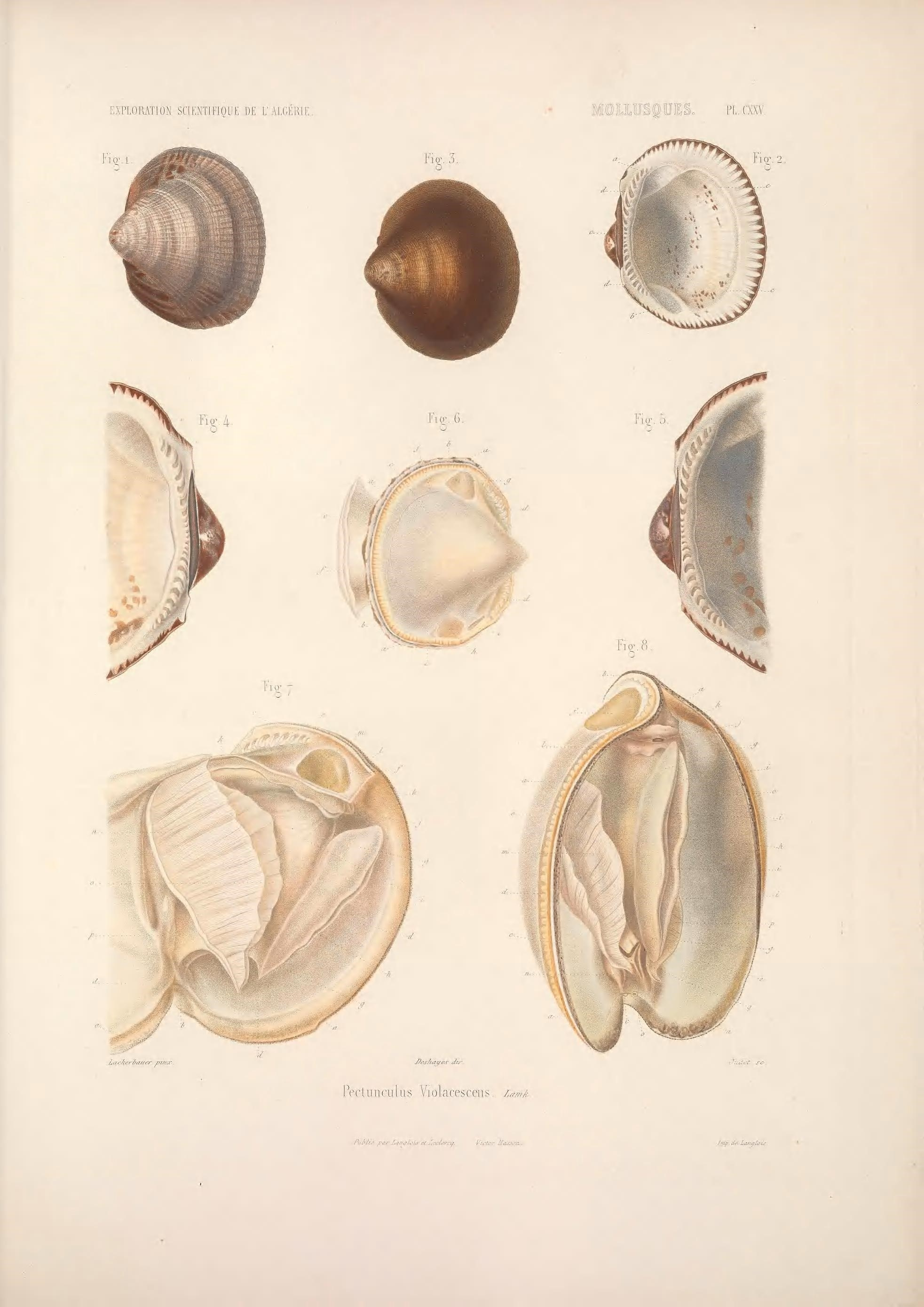
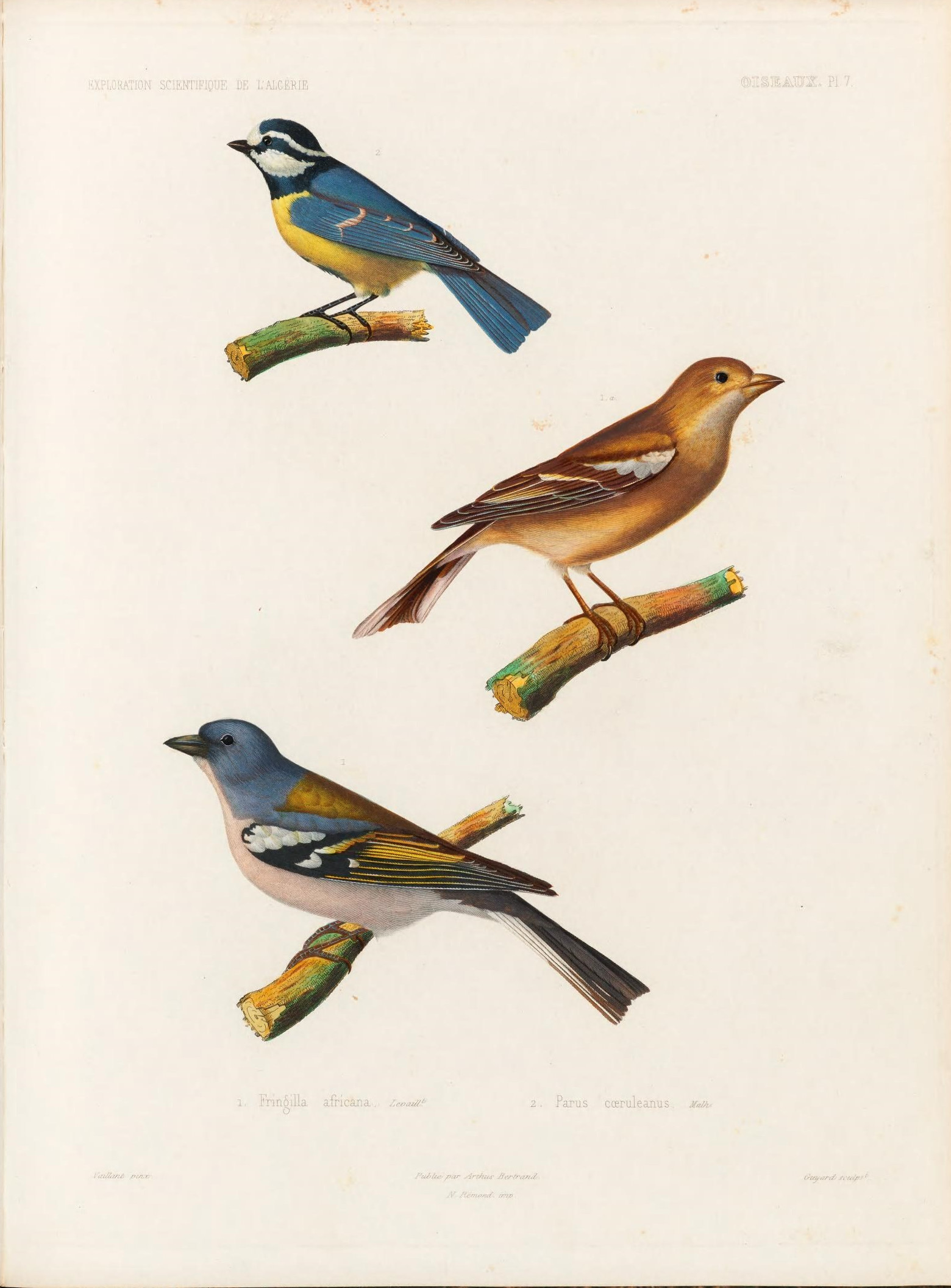
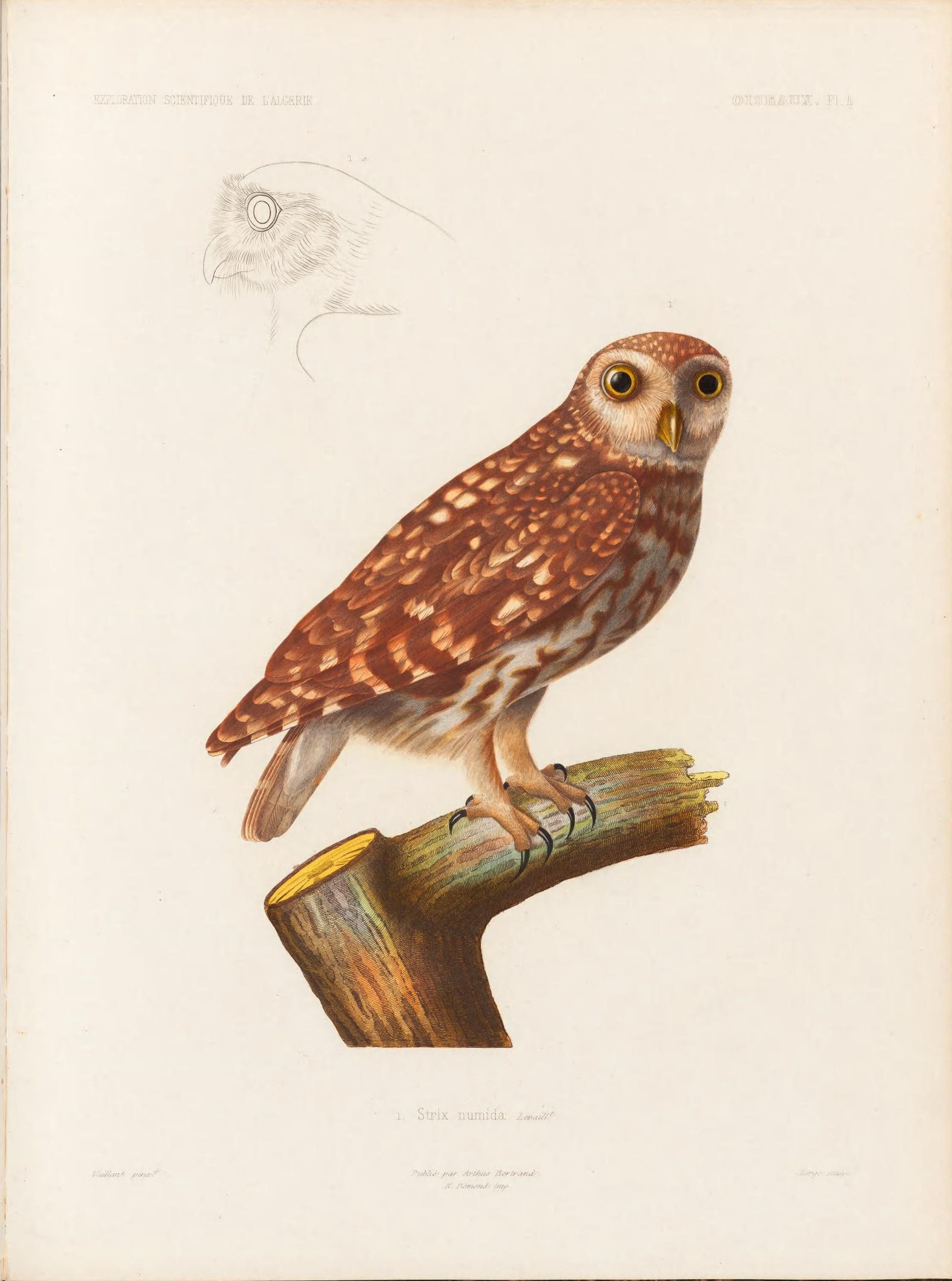